# Bataille de Ramillies
Pour les articles homonymes, voir Ramillies.
Guerre de Succession d'Espagne
Batailles
Campagnes de Flandre et du Rhin
- Landau (1702)
- Friedlingen (1702)
- Kehl (1703)
- Ekeren (1703)
- Höchstädt (1703)
- Spire (1703)
- Schellenberg (Donauworth) (1704)
- Blenheim (1704)
- Landau (1704)
- Vieux-Brisach (1704)
- Eliksem (1705)
- Ramillies (1706)
- Stollhofen (1707)
- Cap Béveziers (1707)
- Cap Lizard (1707)
- Audenarde (1708)
- Wynendaele (1708)
- Lille (1708)
- Gand (1708)
- Malplaquet (1709)
- Douai (1710)
- Bouchain (1711)
- Denain (1712)
- Bouchain (1712)
- Douai (1712)
- Landau (1713)
- Fribourg (1713)

Campagnes d'Italie
- Carpi (1701)
- Chiari (1701)
- Crémone (1702)
- Luzzara (1702)
- Verceil (1704)
- Cassano (1705)
- Nice (1705-1706)
- Calcinato (1706)
- Turin (1706)
- Castiglione (1706)
- Toulon (1707)
- Gaeta (1707)
- Cesana (1708)
- Syracuse (1710)

Campagnes d'Espagne et de Portugal
- Cadix (1702)
- Vigo (navale 1702)
- Cap de la Roque (1703)
- Gibraltar (août 1704)
- Ceuta (1704) (es)
- Málaga (1704)
- Gibraltar (1704-1705)
- Marbella (1705)
- Montjuïc (1705)
- Barcelone (1705)
- Badajoz (1705)
- Barcelone (1706)
- Murcie (1706) (es)
- El Albujón (1706) (es)
- Santa Cruz de Ténérife (1706) (en)
- Almansa (1707)
- Xàtiva (1707)
- Ciudad Rodrigo (1707) (en)
- Lérida (1707)
- Tortosa (1708)
- Minorque (1708)
- Gudiña (1709)
- Almenar (1710)
- Saragosse (1710)
- Brihuega (1710)
- Villaviciosa (1710)
- Barcelone (1713-1714)

Campagnes de Hongrie
- Saint-Gotthard (1703) (en)
- Biskupice (1704) (en)
- Smolenice (1704) (en)
- Koroncó (1704) (en)
- Zsibó (1705) (en)
- Saint-Gotthard (1705) (en)
- Trenčín (1708) (en)

Antilles et Amérique du sud
- Santa Marta (1702)
- Guadeloupe (1703)
- Nassau (1703)
- Colonia del Sacramento (1704)
- Carthagène (1708)
- Rio (1710)
- Carthagène (1711)
- Rio (1711)
- Cassard (1712)

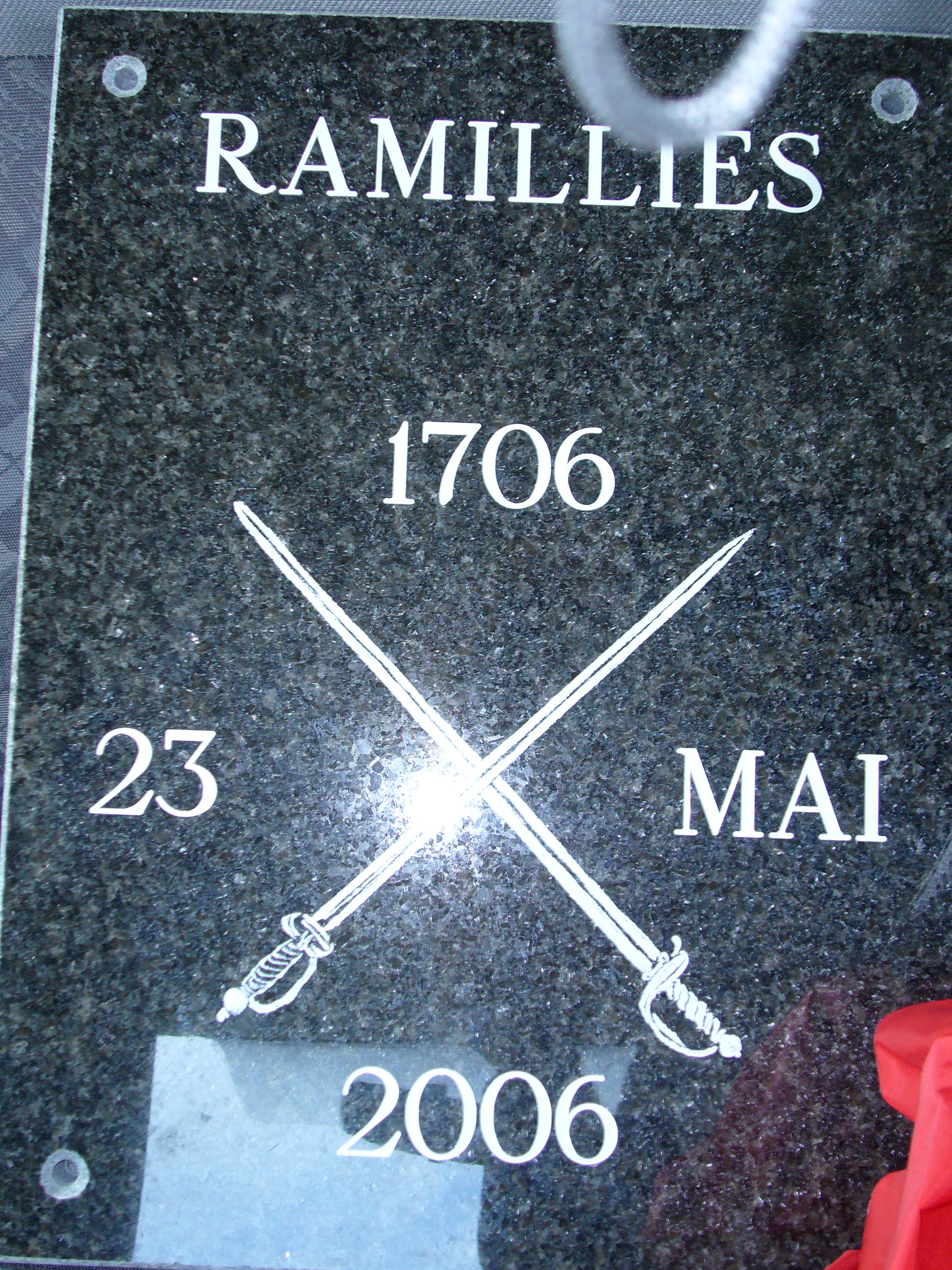
Plaque commémorative de la bataille de Ramillies le 23 mai 1706

La bataille de Ramillies, livrée le 23 mai 1706 près de Ramillies en Belgique actuelle, est l'un des engagements majeurs de la guerre de Succession d'Espagne. Elle est un succès retentissant pour la coalition alliée, constituée par la république des Provinces-Unies, le Royaume d'Angleterre et leurs « auxiliaires » danois sur l'armée franco-bavaroise. Elle fait suite à une année de campagnes indécises en 1705 (bataille d'Eliksem) au cours de laquelle l'excès de confiance de la coalition et les hésitations bataves après le succès de Blenheim aboutissent à une campagne infructueuse le long de la Moselle qui contraint le duc de Marlborough à renoncer à son plan de campagne en France. Cependant, en dépit de l'incapacité des Alliés d'emporter un succès décisif, Louis XIV souhaite ardemment la paix, mais il la veut toutefois à des conditions raisonnables. Dès lors, plutôt que de rester sur la défensive, les armées françaises passent à l'attaque sur tous les fronts.
L'année 1706 débute bien pour les généraux de Louis XIV qui remportent quelques succès préliminaires en Italie et en Alsace où le maréchal de Villars contraint le margrave de Bade à la retraite au-delà du Rhin. Louis pousse maintenant le maréchal de Villeroy à presser Marlborough et à forcer les Alliés à livrer bataille dans les Pays-Bas espagnols. Pour répondre aux vœux du roi, Villeroy sort de Louvain à la tête de 60 000 hommes pour marcher de manière ostentatoire vers Zoutleeuw. Marlborough, tout aussi déterminé à chercher la bataille décisive, rassemble ses forces — quelque 62 000 hommes — près de Maastricht, avant d'avancer en direction de la Mehaigne et de la plaine de Ramillies où les Français, dans l'attente du choc, se sont déjà rangés en bataille.
En moins de quatre heures, l'armée de Villeroy est totalement défaite. Les manœuvres subtiles et les changements de tempo de Malborough pendant la bataille — mouvements dont les commandants français et bavarois ne prennent conscience que trop tard — prennent totalement ses adversaires en défaut. L'armée franco-bavaroise cède et se débande, perdant plus de 20 000 hommes. Après le succès du prince Eugène survenu par la suite lors de la bataille de Turin en Italie du Nord, les Alliés imposent à Louis XIV les plus importantes pertes en territoires et en moyens du conflit. De nombreuses villes et places tombent une par une aux mains des troupes de Marlborough et, à l'issue de la campagne, l'armée française et ses alliées ont été chassées des Pays-Bas espagnols — faisant de l'année 1706 l'« annus mirabilis » des Coalisés.

## Contexte politique et militaire
« Le roi, outré des mauvais succès de ses armes et qui avait mis son honneur à n'écouter rien sur la paix, dont toutefois il commençait à sentir tout le besoin, à moins qu'il n'eût la totalité de la monarchie d'Espagne pour le roi son petit-fils, avait fait les plus grands efforts pour avoir de belles et nombreuses armées et pour se procurer des victoires qui, malgré les suites de la bataille d'Hochstett, forçassent ses ennemis à terminer la guerre à son gré. Il avait excité le maréchal de Villeroy, en partant, à donner une bataille. Villeroy se sentit piqué d'être si souvent et si pressamment excité, crut qu'il y allait du sien de différer ; il se flatta de vaincre et se promit tout d'une victoire si passionnément désirée du roi, s'il n'en partageait la gloire avec personne. C'est ce qui le précipita à donner celle de Ramillies, de telle sorte que l'électeur de Bavière eut à peine le temps d'arriver à l'armée le matin même, sur le point du combat. »

— Philippe de Courcillon, marquis de Dangeau, Journal de la Cour du Roi Soleil.

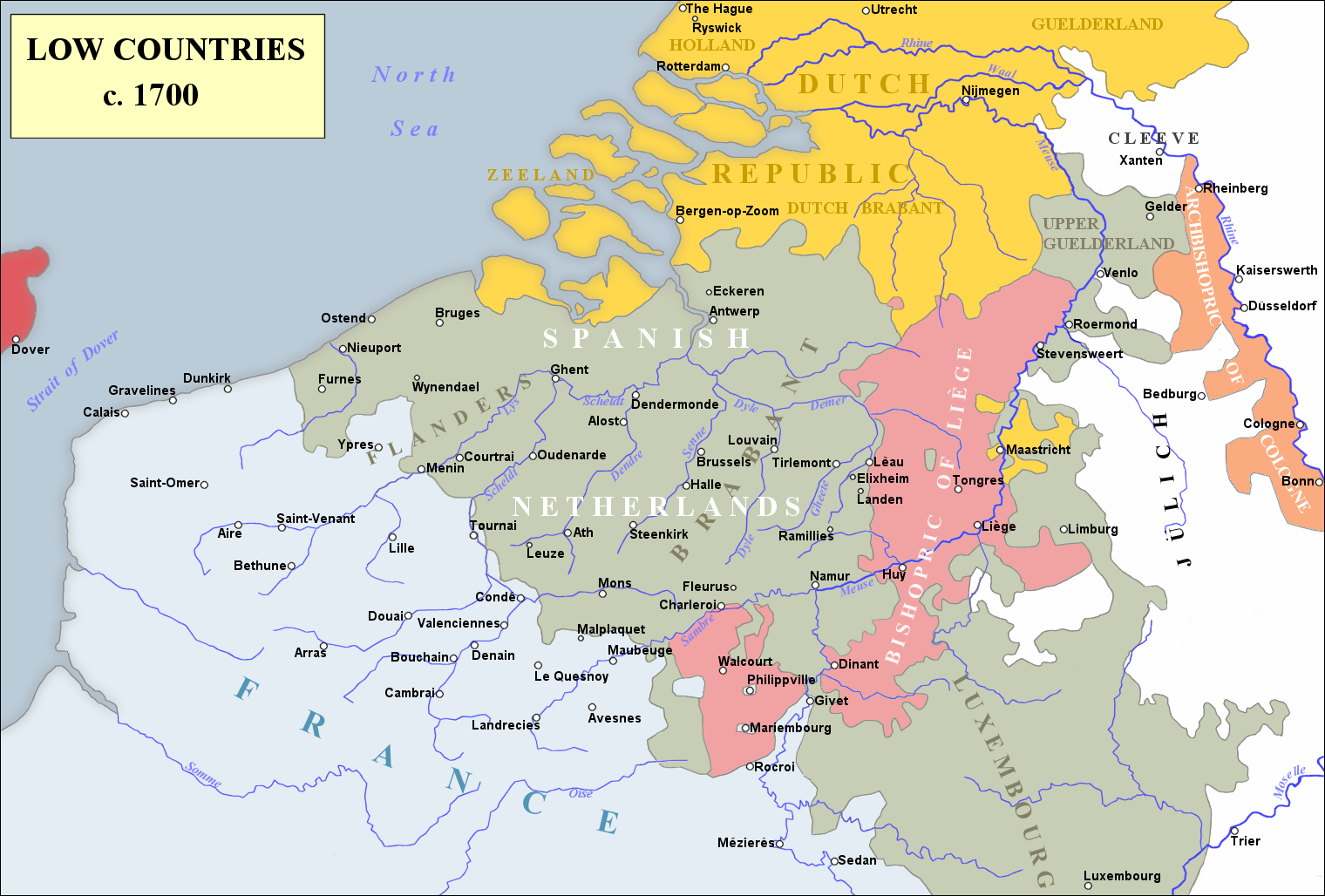
Carte des Pays-Bas pendant la guerre de Succession d'Espagne. Le village de Ramillies se situe près de la Mehaigne, un affluent de la Meuse.

Après la désastreuse défaite de Blenheim en 1704, l'année 1705 apporte quelque répit à la France. Le duc de Marlborough escompte par la campagne planifiée pour 1705 — une invasion de la France par la vallée de la Moselle — terminer le travail commencé à Blenheim et imposer la paix à Louis XIV mais son plan est contrecarré tant par ses alliés que par son adversaire.
La réticence de ses alliés hollandais à voir leurs frontières dégarnies de troupes pour les engager dans un autre « coup » en Allemagne retire déjà partiellement à Marlborough l'initiative des opérations, mais la déclaration du margrave de Bade, Louis-Guillaume de Bade-Bade, selon laquelle il ne pourrait pas joindre ses forces à celles du duc, sonne le glas de son projet. Ce forfait est pour partie le résultat du soudain transfert de troupes depuis le Rhin vers l'Italie pour renforcer le prince Eugène de Savoie et, pour une autre, la conséquence de la détérioration de l'état de santé de Louis-Guillaume causée par des complications à une ancienne blessure au pied subie lors de la prise de Schellenberg. Par ailleurs, Marlborough gère aussi les conséquences de la mort de l'empereur Léopold Ier en mai et de l'accession au trône du Saint-Empire romain germanique de Joseph Ier, ce qui ne peut qu'immanquablement compliquer les affaires de l'alliance.
La détermination de Louis XIV et les efforts de ses généraux ajoutent aux soucis de Marlborough. Le maréchal de Villeroy, pressant le commandant hollandais, Lord Auverquerque, sur la Meuse, prend Huy le 10 juin avant de se présenter devant Liège. Avec le maréchal de Villars fermement établi d'autre part sur la Moselle, le commandant allié — dont les approvisionnements se trouvent dans un état critique — est forcé d'annuler son projet de campagne le 16 juin. « Quelle disgrâce pour Marlborough d'avoir fait tant de vains mouvements sans aucun résultat ! » exulte Villeroy. Après le départ de Marlborough pour le Nord, les Français transfèrent des troupes de la Moselle pour renforcer Villeroy dans les Flandres tandis que Villars marche sur le Rhin.
Les Alliés n'obtiennent que de faibles compensations à l'annulation de la campagne en Moselle, avec la victoire d'Eliksem qui permet de franchir la ligne du Brabant dans les Pays-Bas espagnols (un ensemble de systèmes défensifs en forme d'arc s'étirant sur environ 115 km d'Anvers à Namur) et la reprise de Huy le 11 juillet, mais à la suite des hésitations et réticences des Hollandais, l'opportunité de contraindre la France à une bataille décisive échappe à Marlborough. L'année 1705 se révèle donc fort décevante pour le duc dont les déconvenues militaires ne sont que partiellement compensées par ses entreprises sur le front diplomatique où, en démarchant les cours de Düsseldorf, Francfort, Vienne, Berlin et du Hanovre, Marlborough essaie de trouver de nouveaux appuis à la cause de l'alliance et d'obtenir promesses de prompte assistance pour les campagnes de l'année suivante.
Le Danemark reste neutre tout au long du conflit mais des troupes danoises, louées par les puissances maritimes, se révèlent essentielles lors des succès alliés de Blenheim et Ramillies.

## Les choix stratégiques des Alliés

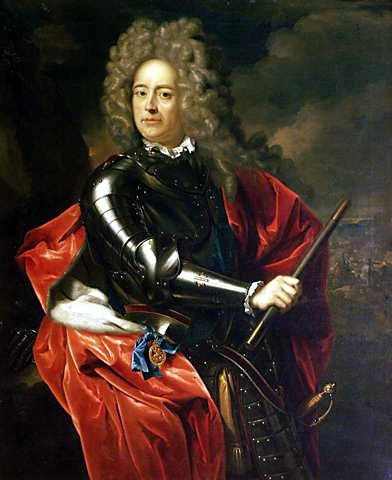
Le commandant en chef allié John Churchill, 1er duc de Marlborough (1650–1722), par Adriaen van der Werff.

Le 11 janvier 1706, Marlborough est de retour à Londres après sa tournée diplomatique, ayant déjà planifié sa stratégie pour la campagne à venir.
La première option consiste en un transfert de ses forces des Pays-Bas espagnols vers le nord de l'Italie pour effectuer la jonction avec le prince Eugène dans le but de défaire les Français et de préserver ainsi le duché de Savoie d'une invasion. La Savoie aurait alors servi de porte d'entrée en France par le biais des passages en montagne ou, à titre alternatif, de base arrière d'une invasion avec un support naval le long de la côte méditerranéenne par des opérations contre Nice et Toulon en connexion avec un effort accru des Alliés en Espagne. Le duc semble toutefois préférer une reprise des opérations dans la vallée de la Moselle — où le maréchal Ferdinand de Marsin vient d'être promu au commandement des armées françaises — et de tenter une nouvelle fois une percée au cœur de la France. Ces tergiversations prennent toutefois un caractère purement académique car, peu après l'arrivée de Marlborough aux Pays-Bas le 14 avril, de mauvaises nouvelles arrivent des autres fronts pressentis comme théâtres d'opérations.
Déterminé à démontrer aux Alliés que la France n'est pas encore abattue, Louis XIV s'active à lancer une double offensive surprise en Alsace et dans le Nord de l'Italie. Sur ce dernier front, le maréchal de Vendôme écrase les Impériaux autrichiens le 19 avril à Calcinato, les refoulant en grand désordre. Les armées françaises se trouvent dès lors en position d'entreprendre le siège de Turin depuis longtemps souhaité. En Alsace, le maréchal de Villars surprend le margrave de Bade, capturant Haguenau et repoussant son adversaire au-delà du Rhin en menaçant ainsi Landau. Échaudés par ces revers, les Hollandais se refusent à donner suite aux projets italiens du duc de Marlborough ou à toute option stratégique qui éloignerait leur armée de leurs frontières. Dès lors, dans le souci de maintenir la cohésion de l'Alliance, Marlborough se prépare à entrer en campagne aux Pays-Bas.

## Marches d'approche
« Villeroy était posté à Louvain avec quatre-vingt mille hommes ; au lieu de défendre la ligne de la Dyle, il voulut frapper un grand coup dès l'ouverture de la campagne ; et, sans attendre Marsin qui lui amenait une division du Rhin, il s'avança entre Tillemont et Judoigne (sic), vers les sources des Ghètes, et rencontra l'ennemi entre la Mehaigne et la petite Ghète près de Ramillies. »

— Théophile Lavallée, Histoire des Français depuis le temps des Gaulois jusqu'en 1830.

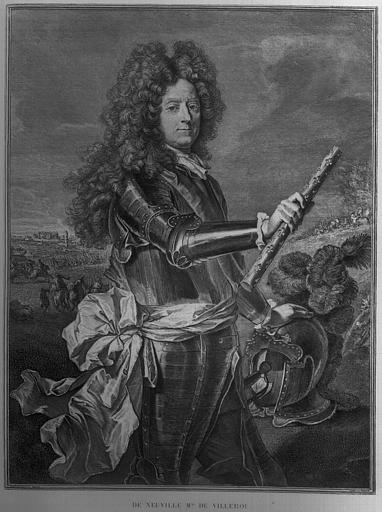
Portrait de François de Neufville (1644–1730), duc de Villeroy, maréchal de France et commandant de l'armée franco-bavaroise, d'après Hyacinthe Rigaud.

Le duc quitte La Haye le 9 mai. « Dieu sait que je pars le cœur lourd » écrit-il six jours plus tard à son ami et allié politique en Angleterre, Lord Godolphin, « car je n'ai point l'espoir de faire quelque chose de considérable, à moins que les Français ne fassent ce que je pense qu'ils ne feront pas [...] » — en d'autres mots, chercher la bataille rangée. Le 17 mai, Marlborough concentre ses troupes hollandaises et anglaises à Tongres, près de Maastricht. Les Hanovriens, les Hessois et les Danois, malgré leurs précédents engagements, trouvent ou inventent divers prétextes pour retarder leur intervention.

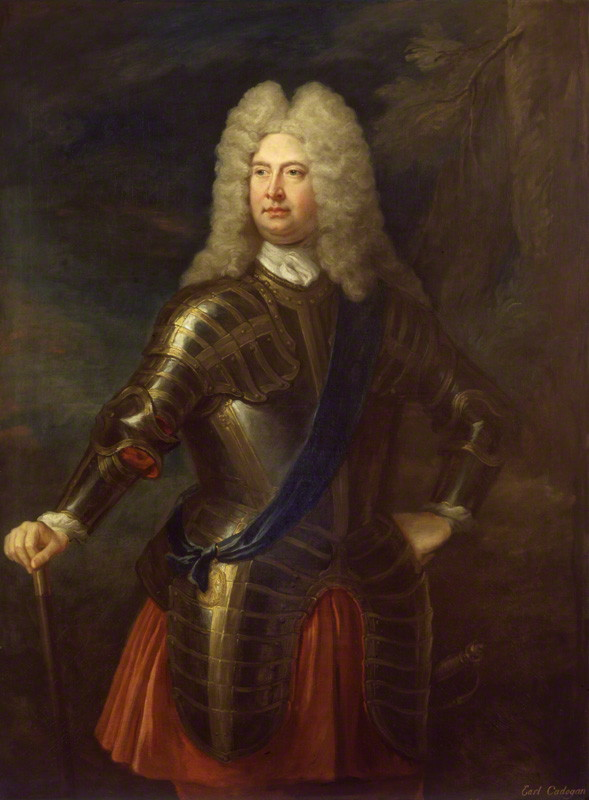
William Cadogan, Quartermaster-General (Chef d'état-major) du duc de Marlborough.

Marlborough envoie un appel au duc de Wurtemberg-Neuenstadt, Carl Rudolf, commandant du contingent danois, ainsi libellé : « Je vous envoie ce courrier pour demander à votre Seigneurie d'amener par marche forcée sa cavalerie pour nous rejoindre au plus tôt ». Par ailleurs, le roi de Prusse maintient ses troupes dans leurs quartiers au-delà du Rhin en attendant que soit vidée la querelle l'opposant à La Haye à la cour de Vienne et aux États généraux des Provinces-Unies. Cependant, le duc n'envisage pas la possibilité de voir les Français quitter leurs positions pour l'attaquer, même si Villeroy a entre-temps reçu de substantiels renforts. Il se trompe toutefois sur ce point : même si Louis XIV veut la paix, il la souhaite sur base de conditions honorables et avantageuses et pour cela il a besoin d'une victoire sur le terrain qui convaincrait les Alliés que ses moyens militaires sont encore respectables.
Après ses succès en Italie et sur le Rhin, Louis XIV espère obtenir un résultat similaire dans les Flandres. Villeroy « se figura que le roi doutoit de son courage puisqu’il jugeoit nécessaire de l’aiguillonner si fort » écrit par la suite Saint-Simon, « il résolut de tout hasarder pour le satisfaire, et lui montrer qu’il ne méritoit pas de si durs soupçons. » En conséquence, Villeroy quitte Louvain à la tête de 70 bataillons et 132 escadrons de cavalerie en amenant 62 canons — force rassemblant quelque 60 000 hommes — et traverse la Dyle en cherchant l'affrontement avec son adversaire. De plus en plus confiant dans sa capacité de surpasser son vis-à-vis en qualité de commandement et aiguillonné par la détermination du roi de venger le désastre de Blenheim, Villeroy est, avec ses généraux, certain de la victoire. Il est d'ailleurs convaincu que Marlborough a remporté la victoire de Blenheim par un coup de chance.
Aucun des adversaires n'a prévu l'affrontement à l'endroit et au moment où il survient. Les Français s'avancent dans un premier temps vers Tirlemont comme pour menacer Zoutleeuw qu'ils ont abandonné en octobre 1705, avant de faire conversion vers le sud en direction de Jodoigne, ce mouvement amenant l'armée de Villeroy sur la petite bande de terre entre la Mehaigne et la Petite Gette près des villages de Ramillies et de Taviers. Aucun n'a non plus pris l'exacte mesure des déplacements et de la localisation précise de son opposant : Villeroy pense encore le 22 mai que les Alliés se trouvent à une pleine journée de marche alors qu'ils campent à Corswaren attendant l'arrivée des escadrons danois tandis que Marlborough pense Villeroy encore à Jodoigne alors qu'il approche le plateau du Mont-Saint-André avec l'intention de s'établir près de Ramillies. L'infanterie prussienne manque toutefois à l'appel et Marlborough écrit à Lord Raby, le résident anglais à Berlin : « S'il plait à Dieu de nous donner la victoire sur l'ennemi, les Alliés seront peu redevables au roi Frédéric Ier de Prusse de leur succès ».
Le lendemain, à une heure du matin, Marlborough détache le général de cavalerie irlandais William Cadogan, son Quartermaster-General, avec une avant-garde pour reconnaître le terrain vers lequel l'armée de Villeroy se dirige, contrée bien connue du duc de par ses précédentes campagnes. Deux heures plus tard, il arrive sur place à la tête du gros de son armée : 74 bataillons d'infanterie, 123 escadrons de cavalerie, 90 pièces d'artillerie et 20 mortiers, soit un total de 62 000 hommes. Vers huit heures, après que Cadogan a dépassé Merdorp, ses forces viennent au contact d'un parti de hussards français fourrageant aux limites du plateau de Jandrenouille. Après un bref échange de tirs, les Français se retirent, les dragons alliés pressant vers l'avant. Profitant d'une brève éclaircie dans la brume, Cadogan aperçoit bientôt les lignes impeccablement rangées de l'avant-garde de Villeroy à quelque six kilomètres et envoie une estafette avertir Marlborough. Deux heures plus tard, le duc, accompagné par Lord Overkirk, le général Daniel Dopff et l'état-major allié, rejoint Cadogan pour apercevoir à l'horizon occidental les rangs serrés des troupes françaises se déployant pour la bataille sur un front de plus de six kilomètres. Marlborough déclare plus tard que « l'armée française lui apparut comme la meilleure qu'il ait jamais vue ».
Selon James Falkner, dans Ramillies 1706 : Year of Miracles, au moment où les deux armées engagent le combat, la maréchal de Villeroy dirige une armée forte de 60 000 hommes, alors que la coalition sous les ordres du duc de Marlborough regroupe 62 000 soldats.

## La bataille

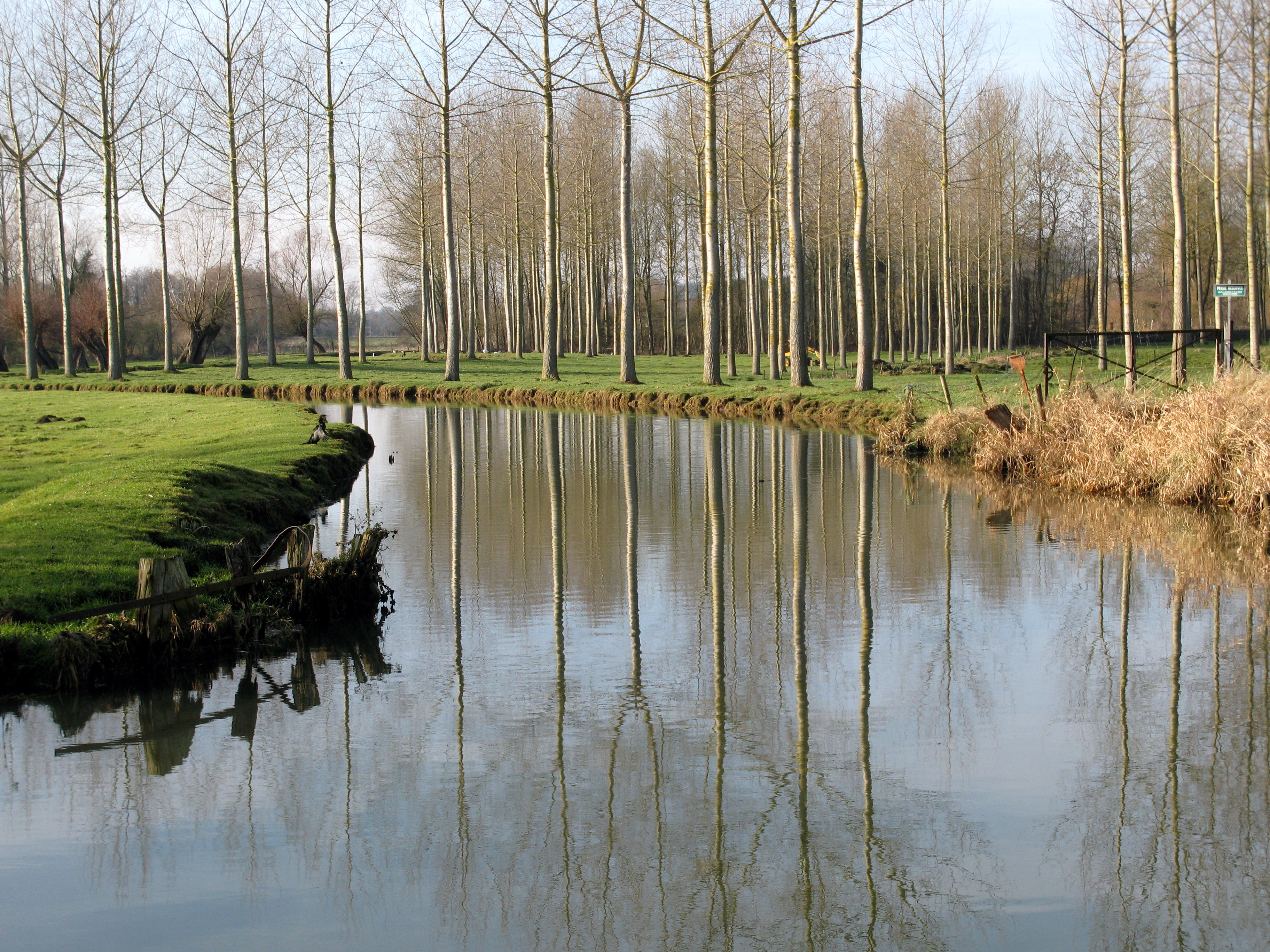
La Mehaigne est un petit affluent de la Meuse arrosant la Hesbaye.

Le 23 mai 1706, jour de la Pentecôte, les deux armées se font face, les Franco-bavarois occupant les hauteurs. Profitant des dispositions du terrain et du déploiement favorable de son corps de bataille, le duc de Marlborough déplace ou engage méthodiquement quelque partie de ses troupes pour trouver le point faible de son adversaire. L'ayant localisé face à son aile gauche, il déclenche alors une vigoureuse attaque de cavalerie sur le flanc droit de son adversaire tout en menant des actions de diversion sur sa propre droite. Le maréchal de Villeroy tombe dans le piège : il dégarnit son flanc le plus faible pour renforcer les troupes engagées contre les Alliés dans d'autres secteurs moins décisifs. C'est alors que Marlborough envoie le gros de ses troupes sur la partie du front dégarnie par son adversaire, qu'il enfonce aussitôt. La bataille tourne rapidement à son avantage, l'armée de Villeroy, complètement désorganisée, se repliant en désordre et abandonnant près de 6 000 prisonniers.

### Le champ de bataille
Le champ de bataille de Ramillies est très semblable à celui de Blenheim, situé dans une vaste région de terres agricoles — la Hesbaye — peu encombrée de bois ou de haies. L'aile droite de Villeroy s'appuie sur les villages de Franquenée et de Taviers, avec la petite rivière Mehaigne protégeant son flanc. Une vaste plaine ouverte large de quelque deux kilomètres s'étend entre Taviers et Ramillies, mais, à l'inverse de Blenheim, aucun cours d'eau ne vient la couper pour empêcher les manœuvres de cavalerie. Son centre est dominé par le village de Ramillies situé sur une légère éminence offrant une vue dégagée vers le nord et l'est.
L'aile gauche française est protégée par des terrains vagues et par la Petite Gette coulant dans une ravine encaissée. Sur la rive occupée par les Franco-bavarois, le terrain monte légèrement vers le village d'Offus sur lequel, avec celui d'Autre-Église plus au nord, s’appuie l'aile gauche de Villeroy. À l'ouest de la Petite Gette se trouve Mont-Saint-André. Une autre plaine, surmontée par le plateau de Jandrenouille — sur lequel se masse l'armée alliée — s'étend vers l'est.

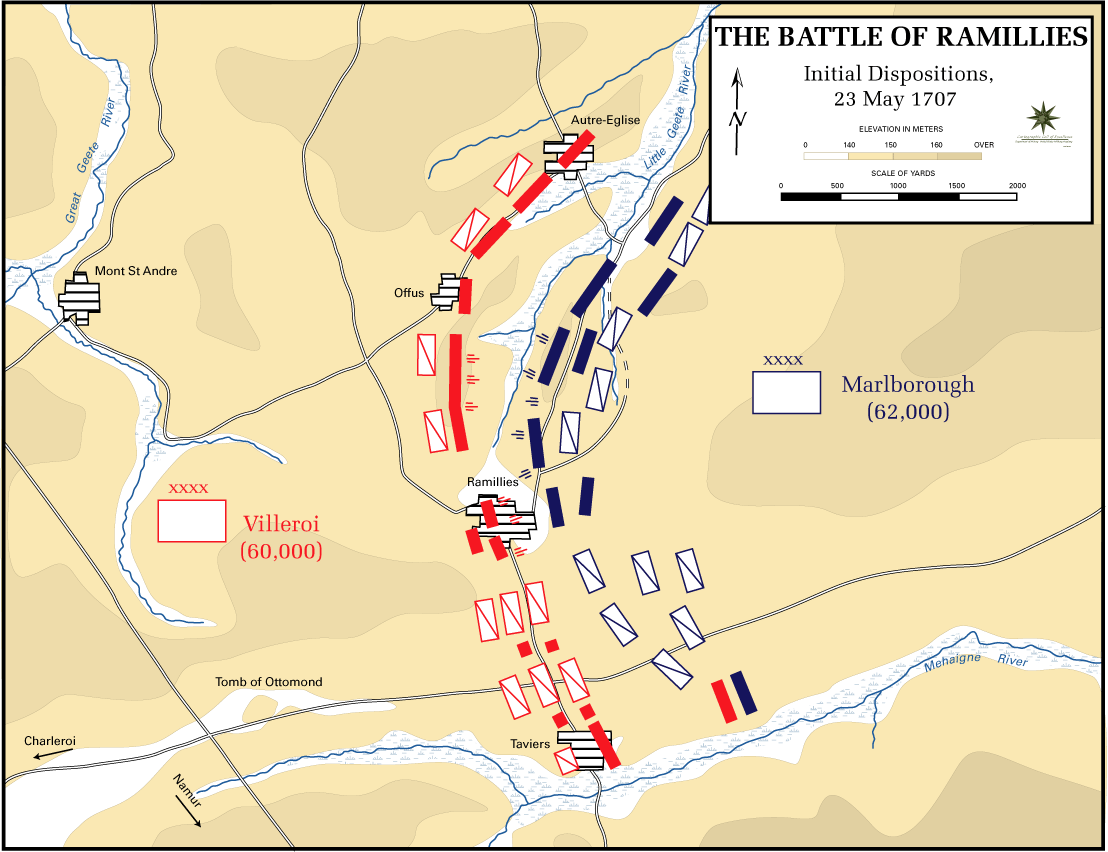
Le dispositif initial : les deux adversaires (Franco-bavarois : rouge ; Coalisés : bleu) déploient le gros de leur cavalerie au sud, entre Taviers et Ramillies, et c'est là que Marlborough va percer le dispositif français.
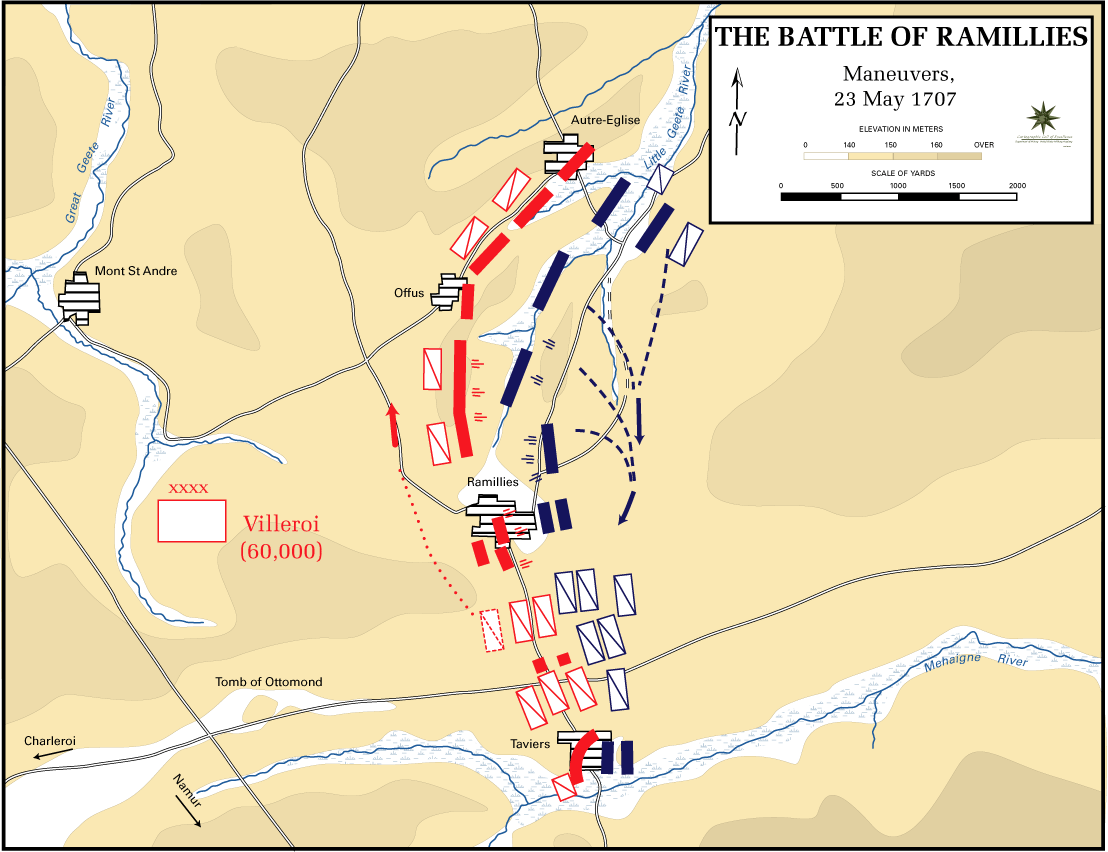
La cavalerie alliée (rectangles barrés bleus) vient au contact de la cavalerie française (rectangles barrés rouges). Trompé par l'attaque alliée contre Offus et Autre-Église, Villeroy dégarnit son aile droite.

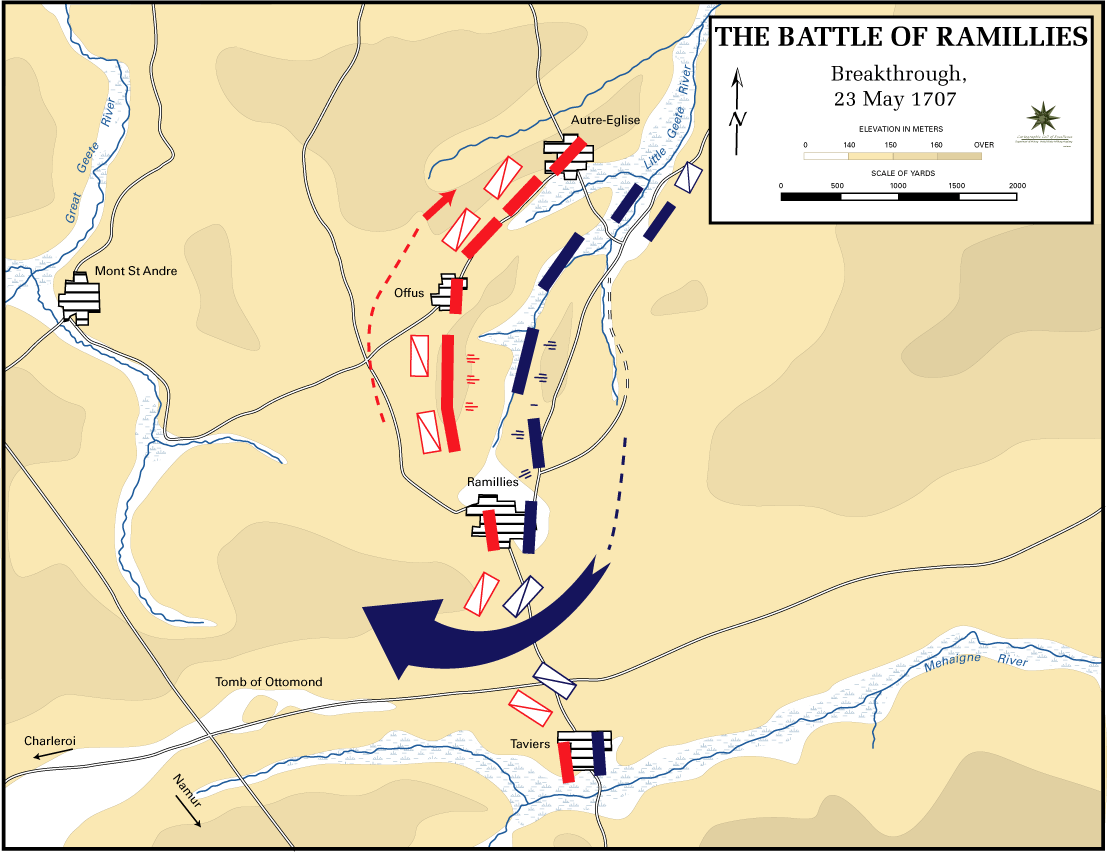
Des escadrons de cavalerie alliée rameutés du nord viennent en renfort de la charge contre l'aile droite française, donnant ainsi un rapport de force de 5 à 3 pour les Alliés dans un duel qui engage quelque 25 000 cavaliers franco-bavarois et adverses[30].
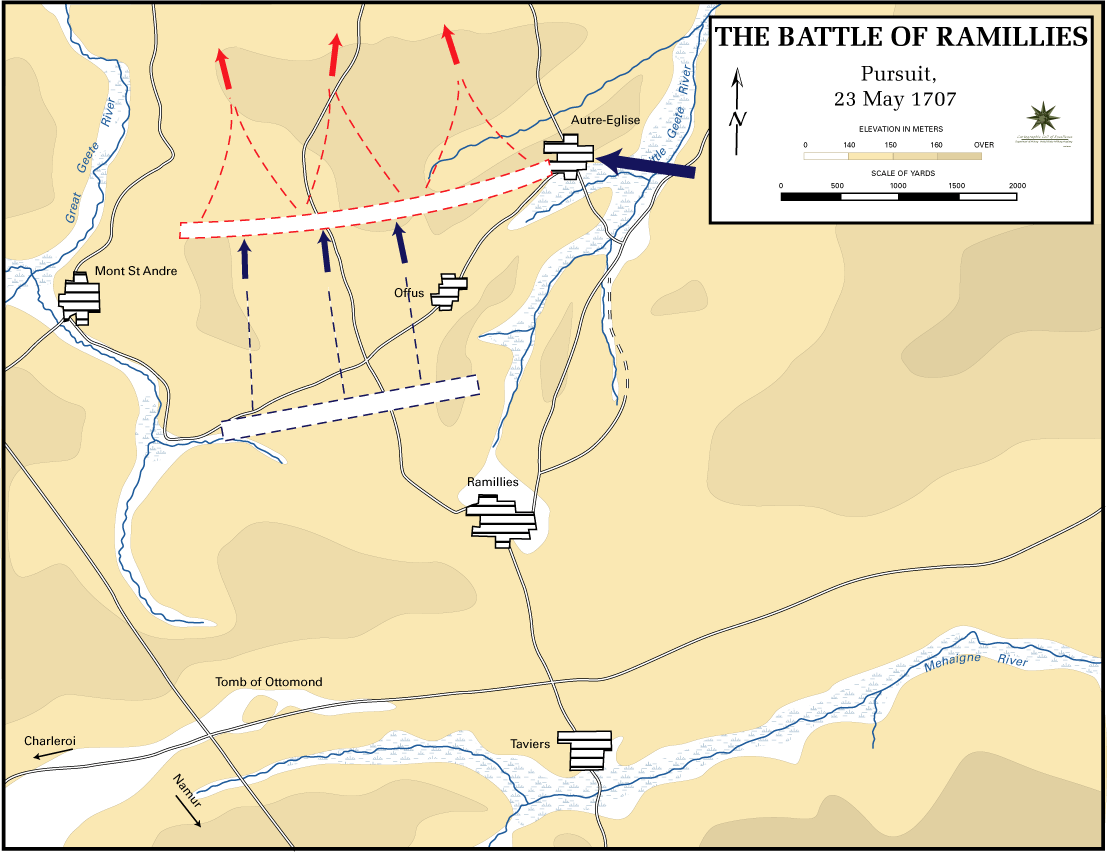
L'armée de Villeroy est mise en déroute.

### Le déploiement initial
À onze heures, Malborough ordonne à son armée de se déployer en bataille. À l'extrême droite, dans la direction de Folx, les bataillons et escadrons britanniques s'établissent en une double ligne près du ruisseau du Jauche. Le centre est formé par la masse des Hollandais, Allemands, Protestants suisses et infanterie écossaise — près de 30 000 hommes — faisant face à Offus et Ramillies. Face à Ramillies, le duc installe également une puissante batterie de trente pièces de 24-pounders, amenées sur places par des bœufs. D'autres batteries viennent couronner la Petite Gette. À leur gauche, sur la large plaine entre Taviers et Ramillies — où Marlborough a pressenti que se livrerait le combat décisif —, Lord Overkirk rassemble les 69 escadrons de cavaleries hollandaise et danoise, supportés par 19 bataillons d'infanterie batave et deux pièces d'artillerie.
Entre-temps, Villeroy modifie son dispositif. Dans Taviers sur sa droite, il place deux bataillons du régiment suisse de Greder, avec un détachement avancé à Franquenée, le dispositif étant protégé par les accidents du terrain traversé par la Mehaigne qui prévient ainsi un débordement flanquant par les Alliés. Entre Taviers et Ramillies, il déploie 82 escadrons sous le commandement du général de Guiscard soutenus par plusieurs brigades d'infanterie française, suisse et bavaroise. Le long de la ligne Ramillies-Offus-Autre-Église, Villeroy positionne son infanterie wallonne et bavaroise, supportée par les 50 escadrons bavarois et wallons de l'électeur de Bavière Maximilien II installés à l'arrière sur le plateau de Mont-Saint-André. Ramillies, Offus et Autre-Église, bien garnis de troupes, sont mis en état de défense avec les chaussées barricadées et les murs percés de meurtrières. Villeroy installe également de puissantes batteries près de Ramillies, ces canons couvrant les approches du plateau de Jandrenouille par lesquelles l'infanterie alliée doit passer.
Marlborough note cependant quelques faiblesses dans le dispositif français. S'il est tactiquement impératif pour Villeroy d'occuper Taviers à sa droite et Autre-Église à sa gauche, en procédant de cette manière, il a considérablement étiré ses forces. Plus encore, le dispositif français — concave face à l'armée alliée — permet à Marlborough de former une ligne plus ramassée, déployée sur un front plus court entre les pointes de l'arc français permettant ainsi de délivrer une poussée plus compacte et puissante. Accessoirement, ce déploiement lui offre la possibilité de repositionner plus facilement ses unités par le jeu des lignes intérieures, un avantage tactique qui va se révéler déterminant pour la suite de la journée. Bien que Villeroy dispose de la possibilité d'envelopper les flancs alliés déployés sur le plateau de Jandrenouille — menaçant ainsi la Coalition d'encerclement —, le duc diagnostique de manière très pertinente que le commandement français, très prudent comme à son habitude, entend avant tout livrer une bataille défensive le long de sa ligne.

### Au sud: le combat de Taviers
À 13 h, les batteries commencent à tonner et un peu plus tard, deux colonnes alliées surgissent des extrémités de leurs lignes pour mener l'assaut contre les ailes de l'armée franco-bavaroise.
Au sud, les gardes hollandaises, menées par le colonel Wertmüller, s'avancent avec leurs deux canons de campagne pour s'emparer du hameau de Franquenée. La petite garnison suisse, bousculée par cet assaut soudain et abandonnée par les bataillons déployés en arrière, est rapidement refoulée sur Taviers. Ce village occupe une position-clé dans le dispositif franco-bavarois : il protège le flanc de la cavalerie du général de Guiscard exposé du côté de la plaine tout en permettant à l'infanterie française de menacer ceux de la cavalerie hollando-danoise pendant son déploiement. Les Suisses rejoignent à peine leurs camarades occupant le village que les gardes hollandaises l'attaquent à son tour. Le combat dans la bourgade tourne rapidement en une furieuse mêlée à la baïonnette et à l'empoignade mais la puissance de feu supérieure des Hollandais fait pencher la balance en leur faveur. Le très expérimenté colonel de l'armée française Jean Martin de la Colonie, assistant à la scène depuis la plaine, écrit par la suite : « Ce village vit l'ouverture de l'engagement et le combat y fut presque aussi meurtrier que tout le reste de la bataille, ». Vers 15 h, les Suisses sont chassés du village et repoussés dans les marécages situés derrière lui.
L'aile droite de Villeroy sombre dans le chaos et est désormais exposée et vulnérable. Avisé de la situation, de Guiscard ordonne une attaque immédiate avec 14 escadrons de dragons français stationnés à l'arrière. Deux autres bataillons du régiment de Greder sont également engagés, mais l'attaque est mal coordonnée et s'étiole. Le commandement coalisé envoie alors des dragons démontés hollandais dans Taviers, d'où, avec les gardes hollandaises et leur canons de campagne, ils arrosent les troupes françaises d'un feu de mousquets et de boîtes à mitraille, le colonel d'Aubigni tombant ainsi mortellement blessé à la tête de son régiment.
Alors qu'un flottement se fait sentir dans les rangs franco-bavarois, les escadrons de tête de la cavalerie danoise, maintenant à l'abri de tout tir en écharpe partant des villages, sont lancés à l'attaque et tombent sur le flanc exposé de l'infanterie et des dragons franco-suisses. De la Colonie, avec son régiment de Grenadiers Rouges réunis à la garde de Cologne, ayant reçu l'ordre de se porter en avant depuis sa position au sud de Ramillies afin d'appuyer la contre-attaque défaillante, ne peut que constater le chaos en arrivant sur place : « Mes troupes ne conservèrent que difficilement leur cohésion quand les Suisses et les dragons qui nous avaient précédés refluèrent sur mes bataillons dans leur fuite [...] Mes propres hommes firent volte-face et les accompagnèrent dans leur repli, ». De la Colonie réussit finalement à rallier quelques-uns des grenadiers, avec les restes des unités de dragons français et des Suisses des bataillons Greder mais il ne s'agit là que d'une manœuvre de détail n'apportant somme toute qu'un fragile secours au flanc droit malmené de Villeroy.

### Au nord: les combats d'Offus et d'Autre-Église
Tandis que se développe au sud l'affaire de Taviers, Lord Orkney lance la première ligne de son contingent anglais au-delà de la Petite Gette dans une attaque appuyée contre les villages fortifiés d'Offus et d'Autre-Église situés devant la droite alliée. Villeroy, se postant près d'Offus, surveille anxieusement l'avance des Redcoats, gardant à l'esprit le conseil reçu le 6 de Louis XIV : « Prêtez une attention particulière à la partie de la ligne qui subira le premier choc des troupes anglaises ». Obnubilé par cet avertissement, le commandant français commence à transférer des bataillons du centre vers sa gauche, en comblant les vides ainsi créés dans cette partie de son dispositif par des prélèvements compensatoires sur sa droite pourtant déjà affaiblie.

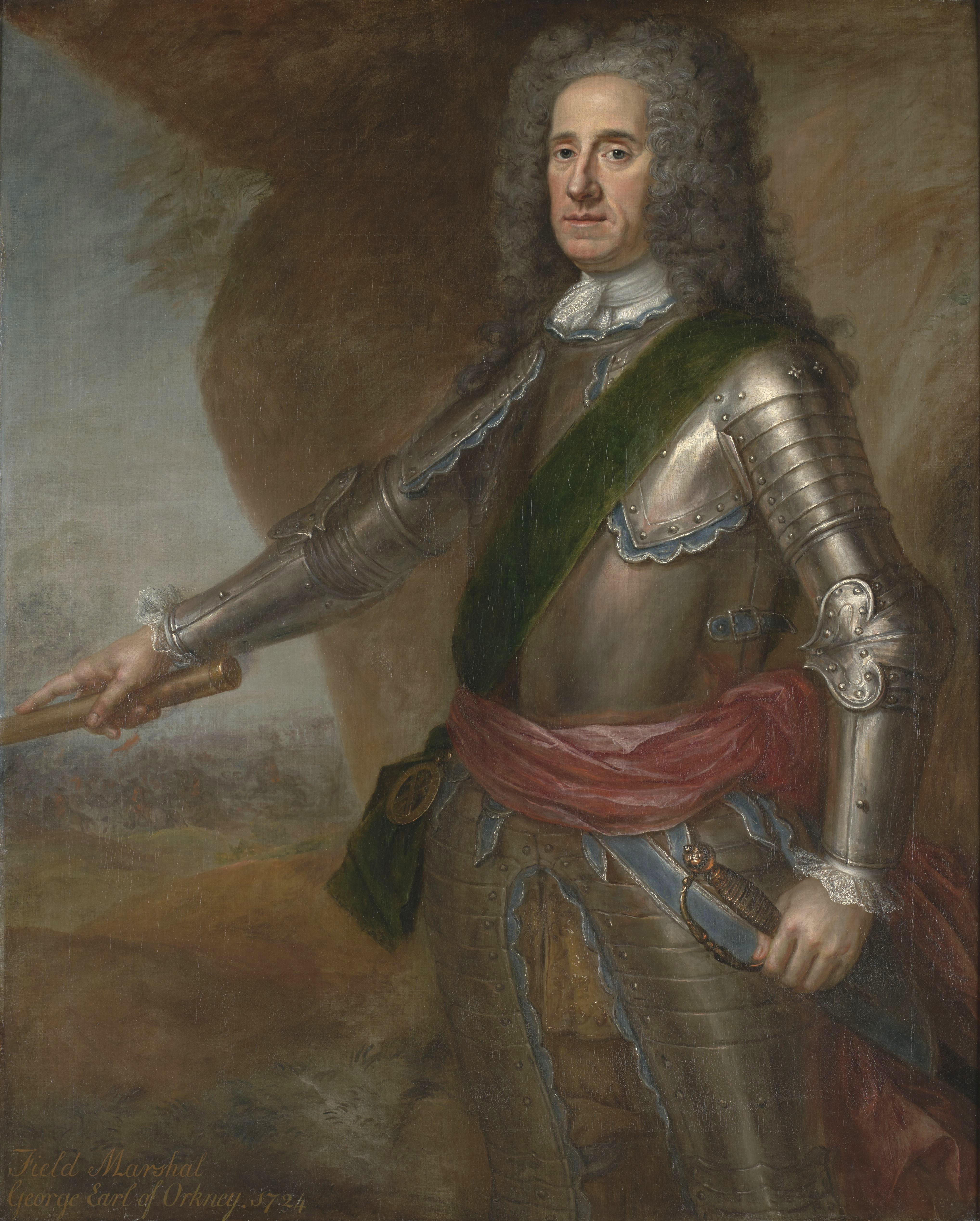
Lord Orkney (1666–1737), par Martin Maingaud. Il a dirigé personnellement les attaques de l'infanterie anglaise contre Offus et Autre-Église.

Alors qu'ils descendent les pentes douces de la vallée de la Petite Gette, les bataillons anglais se retrouvent nez à nez avec l'infanterie wallonne particulièrement disciplinée du major général de la Guiche, dépêchée vers l'avant depuis Offus. Après plusieurs salves de mousquets qui prélèvent un lourd tribut dans les rangs anglais, les Wallons se retirent sur la ligne de crête en bon ordre. Cependant, les Anglais peuvent reformer leurs rangs sur la rive « française » du cours d'eau et gravir la pente de la berge en direction des bâtiments et barricades la couronnant. La vigueur de l'assaut anglais est telle qu'il menace de percer la ligne des villages et de déboucher sur le plateau du Mont-Saint-André au-delà. Ceci se révèlerait cependant dangereux pour l'assaillant qui se serait ainsi retrouvé à la merci des escadrons de cavalerie wallons et bavarois de l'électeur de Bavière qui, déployés sur le plateau, attendent l'ordre de faire mouvement.
Bien que la cavalerie britannique d'Henry Lumley soit parvenue à se frayer un chemin dans la zone marécageuse entourant la Petite Gette, il devient évident aux yeux de Marlborough qu'il ne pourrait disposer ici d'une cavalerie suffisante et que la bataille ne pourrait donc être gagnée sur l'aile droite alliée. En conséquence, il rappelle l'attaque contre Offus et Autre-Église et, pour être sûr qu'Orkney obéirait à ses ordres, Marlborough envoie son Quartermaster-General Cadogan pour les lui signifier. En dépit des protestations de son interlocuteur, Cadogan se montre inflexible et Orkney finit, de mauvaise grâce, par donner l'ordre à ses troupes de revenir sur leurs positions de départ sur les bords du plateau de Jandrenouille. Il est difficile toutefois de savoir si l'attaque d'Orkney n'était ou non qu'une feinte : selon l'historien David G. Chandler, il serait plus exact de parler de « coup de sonde » donné par Marlborough dans le but de tester les possibilités tactiques dans ce secteur du front. Néanmoins, cette attaque avortée sert ses desseins : Villeroy a porté toute son attention sur cette partie du champ de bataille et distrait vers celui-ci d'importants moyens en infanterie et cavalerie qui aurait été mieux employés dans le combat décisif au sud de Ramillies.

### Ramillies

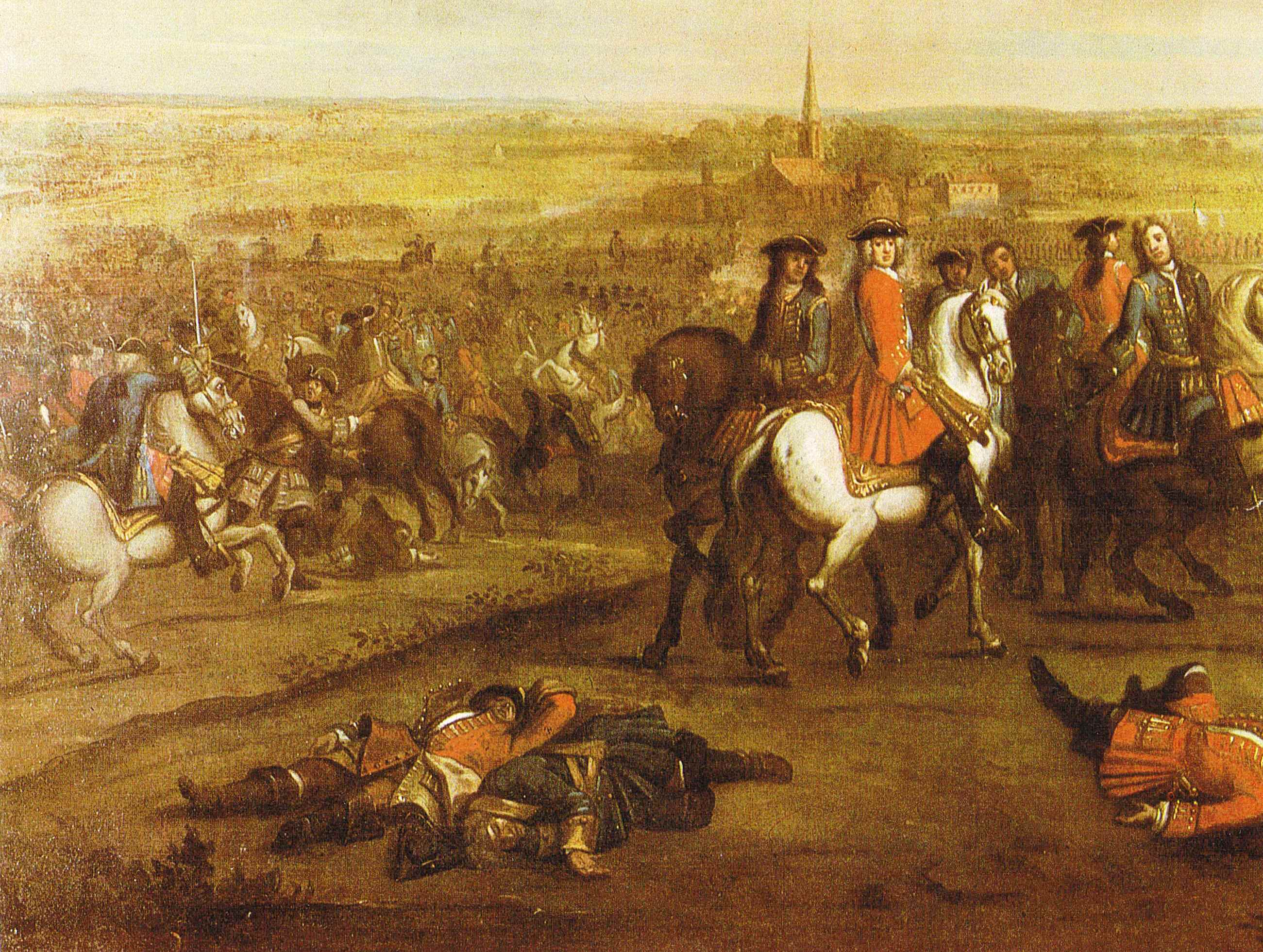
Le duc de Marlborough (à cheval) à la bataille de Ramillies.

Entre-temps, l'assaut contre Ramillies a pris de l'ampleur.
Le jeune frère de Marlborough, le général d'infanterie Charles Churchill, a envoyé quatre brigades pour attaquer le village, soit 12 bataillons d'infanterie hollandaise sous les ordres des major-généraux Schultz et Spaar, deux brigades de Saxons sous ceux du comte Schulenburg, une brigade écossaise au service des Hollandais dirigée par le duc d'Argyle et une brigade de protestants suisses. Les 20 bataillons français et bavarois occupant Ramillies, soustenus par des dragons irlandais et une petite brigade de gardes de Cologne et bavaroises, sous le commandement du marquis de Maffei, ont opposé une défense résolue, repoussant même d'emblée les assaillants en leur infligeant de lourdes pertes.
Voyant Schultz et Spaar faiblir, Marlborough ordonne à la seconde ligne d'Orkney — les bataillons danois et anglais qui n'ont pas pris part à l'assaut contre Offus et Autre-Église — de faire mouvement vers le sud en direction de Ramillies. Profitant d'un léger repli du terrain dérobant ses troupes aux vues de l'ennemi, leur commandant, le brigadier-général van Pallandt, ordonne de laisser les étendards déployés sur les bords du plateau de Jandrenouille pour faire croire aux Français qu'elles n'ont pas quitté leur position initiale. Ceux-ci restant dans l'expectative quant à l'importance et aux intentions des forces déployées face à eux sur l'autre berge de la Petite Gette, Marlborough lance tous ses moyens contre Ramillies et la plaine au sud. Villeroy a continué entretemps à diriger plus de réserves d'infanterie dans la direction opposée, vers son aile gauche, ne percevant que très lentement et tardivement la subtile manœuvre de changement d'aile de son adversaire
Vers 15 h 30, Overkirk fait avancer la masse de ses escadrons sur la plaine en appui de l'attaque de l'infanterie sur Ramillies. Les escadrons disciplinés des Alliés — 48 hollandais supportés sur leur gauche par 21 danois — avancent à allure modérée vers l'ennemi, en prenant soin ainsi de ne pas fatiguer prématurément leurs montures, avant de se lancer au trot pour gagner l'élan nécessaire à leur charge. Le marquis de Feuquières écrit après la bataille : « ils avancèrent en quatre lignes [...] En s'approchant, ils avancèrent leurs deuxième et quatrième lignes dans les intervalles des première et troisième lignes, de sorte qu'en approchant sur nous, ils formaient un seul front continu, sans espaces intermédiaires ».
Le choc initial est favorable aux escadrons néerlandais et danois. Le déséquilibre des forces — aggravé par Villeroy qui a continué à vider les rangs de son infanterie pour renforcer son flanc gauche — permet aux Alliés de rejeter la première ligne de cavalerie française sur ses escadrons de deuxième ligne. Cette dernière se retrouve à son tour mise sous sévère pression pour être finalement elle aussi refoulée sur la troisième et les quelques bataillons qui restent sur la plaine. Mais ces cavaliers français comptent parmi l'élite de l'armée de Louis XIV — la maison du Roi — appuyés par quatre escadrons de cuirassiers d'élite bavarois. Bien dirigée par de Guiscard, la cavalerie française se rallie, refoulant les escadrons alliés par quelques contre-attaques locales victorieuses. Sur le flanc droit d'Overkirk, près de Ramillies, dix de ses escadrons rompent soudain les rangs et se dispersent, courant tête baissée vers l'arrière pour retrouver leur ordre, laissant le flanc gauche de l'attaque des Alliés sur Ramillies dangereusement exposé. Malgré l'absence de soutien d'infanterie, de Guiscard jette ses cavaliers en avant en une tentative de diviser l'armée alliée en deux.
Une crise menace le centre allié mais Marlborough, bien placé, réalise rapidement la situation. Le commandant allié rappelle dès lors la cavalerie de son aile droite pour renforcer son centre, ne laissant que les escadrons anglais en appui d'Orkney. Sous couvert du nuage de fumées et exploitant adroitement un terrain favorable, ce redéploiement passe inaperçu aux yeux de Villeroy, qui ne fait aucune tentative de transfert de l'un de ses 50 escadrons inutilisés.
En attendant l'arrivée des renforts frais, Marlborough se jette dans la mêlée, ralliant une partie de la cavalerie hollandaise qui recule en désordre. Mais son implication personnelle mène presque à sa perte. Quelques cavaliers français, en reconnaissant le duc, s'avancent dans sa direction. Le cheval de Marlborough chute et le duc est jeté à terre : « Milord Marlborough fut culbuté », écrit plus tard Orkney. C'est un moment critique de la bataille : « Le major-général Murray […] le voyant tomber, marcha en toute hâte avec deux bataillons suisses pour le sauver et arrêter l'ennemi, qui bousculèrent tout sur leur chemin » se souvient plus tard un témoin oculaire. Le tout nouvel aide de camp de Marlborough, Robert, 3e vicomte Molesworth, arrive à la rescousse au galop, hisse le duc sur son cheval et réussit à l'évacuer avant que la troupe disciplinée de Murray ne rejette les cavaliers français le poursuivant. Après une courte pause, l'écuyer de Marlborough, le colonel Bringfield (ou Bingfield), lui amène un cheval de rechange, mais tout en aidant le duc à se remettre en selle, le malheureux Bringfield est frappé par un boulet de canon qui lui arrache la tête. Selon une anecdote, le boulet a filé entre les jambes du capitaine-général avant de frapper l'infortuné colonel, dont le corps est tombé aux pieds de Marlborough.
Néanmoins, le danger étant passé, le duc assiste au déploiement des renforts de cavalerie arrivant de son flanc droit — un dangereux changement dont Villeroy reste parfaitement inconscient.

## La percée
Vers 16 h 30, les deux armées sont étroitement au contact sur les six kilomètres de front, entre les escarmouches dans les marais au sud, le combat de cavalerie sur la vaste plaine, la lutte acharnée pour Ramillies au centre et autour des hameaux d'Offus et Autre-Église. Au nord, Orkney et de la Guiche se font face de part et d'autre de la Petite Gette et sont prêts à reprendre les hostilités.

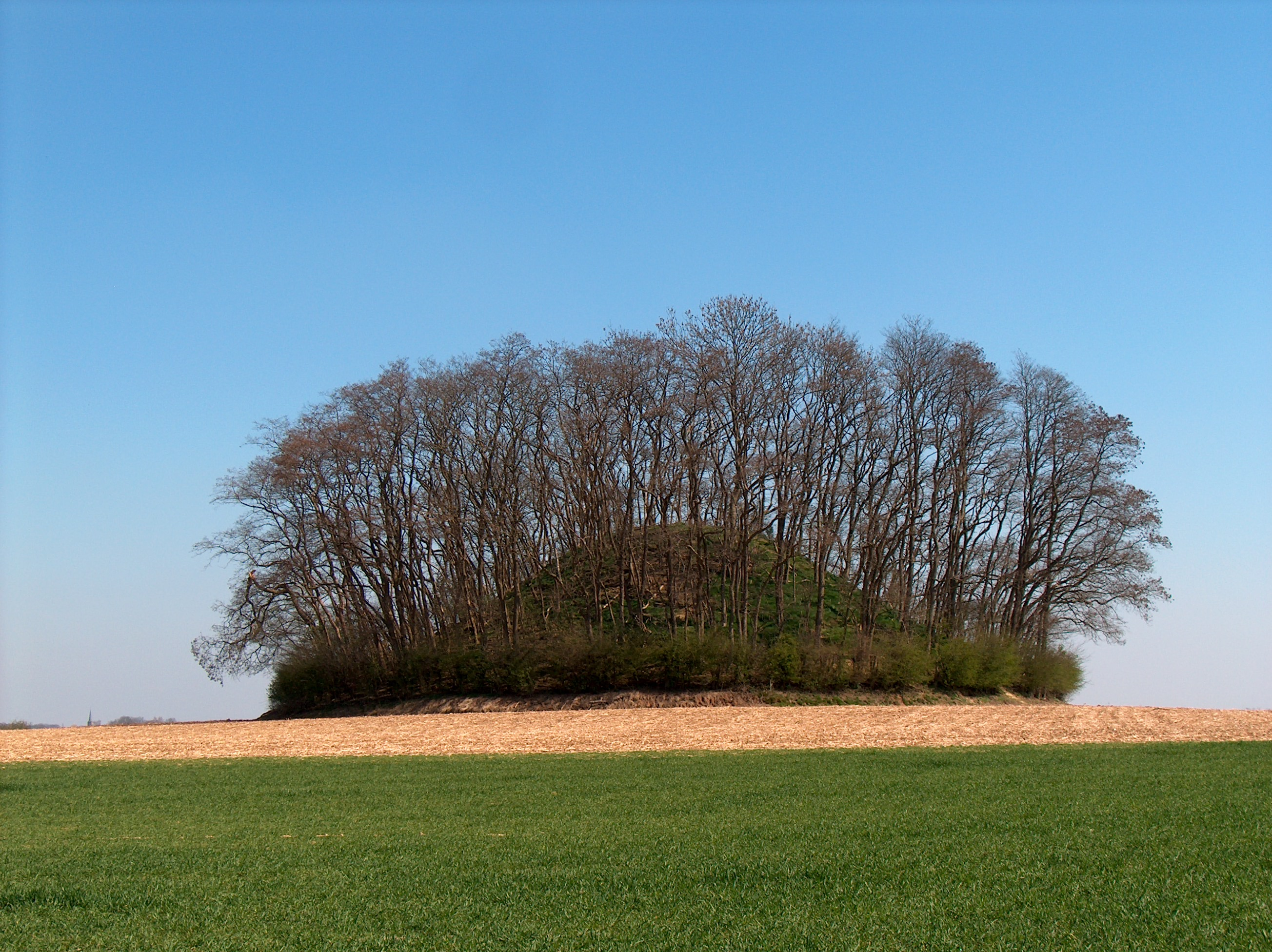
Vue actuelle sur le tumulus d'Hottomont et la plaine qui l'entoure, théâtre du combat de cavalerie qui est l'évènement majeur de la bataille.

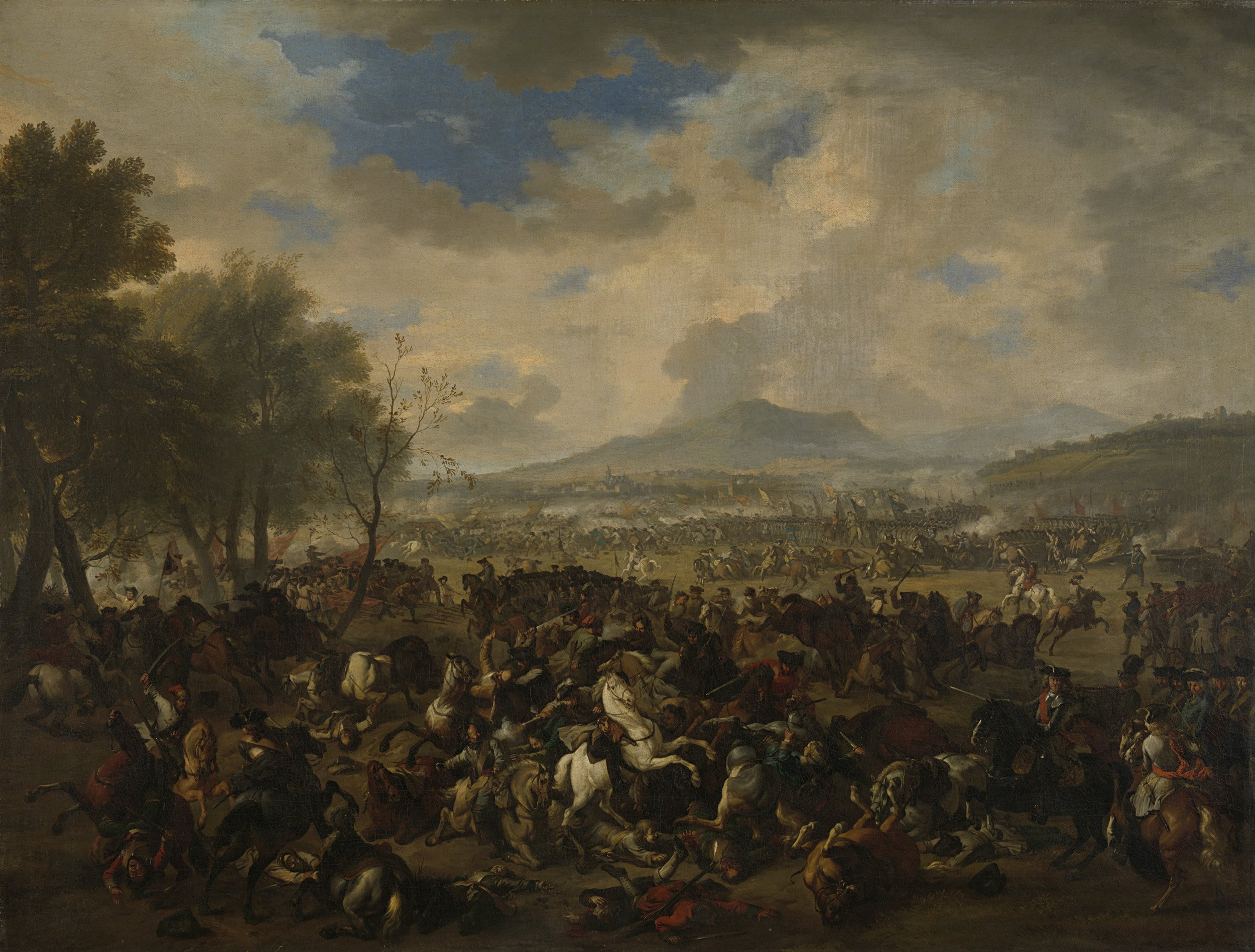
Mêlée de cavaleries française et alliée. Toile de Jan van Huchtenburg peinte entre 1706 et 1710.

L'arrivée des escadrons de renfort commence à faire pencher la balance en faveur des Alliés. La fatigue, le nombre croissant des pertes et l'infériorité numérique des escadrons de Guiscard combattant dans la plaine commencent à peser. Après de vains efforts pour tenir ou reprendre Franquenée et Taviers, le flanc droit de Guiscard est dangereusement exposé et une brèche fatale a été ouverte sur la droite de la ligne française. Tirant avantage de celle-ci, la cavalerie danoise de Wurtemberg se porte vers l'avant pour tenter de percer le flanc de la Maison du Roi, occupée à essayer de contenir les Hollandais. Balayant tout sur leur passage sans presque rencontrer de résistance, les 21 escadrons danois se reforment derrière les rangs français près du tumulus d'Hottomont, faisant face au nord vers le plateau de Mont-Saint-André en direction du flanc maintenant exposé de l'armée de Villeroy.
Les derniers renforts alliés pour le duel de cavalerie étant enfin en place, la supériorité de Marlborough sur sa gauche ne peut plus maintenant être contestée et les évolutions rapides et inspirées de son plan de bataille en font indéniablement le maître de la lice. Villeroy tente alors, mais beaucoup trop tard, de redéployer ses 50 escadrons inutilisés, mais une tentative désespérée pour former une ligne de bataille faisant face au sud, entre Offus et le Mont-Saint-André, s'empêtre dans les bagages et les tentes du camp français négligemment laissés là après le déploiement initial. Le commandant allié ordonne à sa cavalerie de se porter en avant contre la cavalerie franco-bavaroise maintenant surclassée numériquement. Le flanc droit de de Guiscard, sans un soutien d'infanterie adéquat, ne peut plus résister à l'assaut et, tournant bride vers le nord, ses cavaliers fuient dans un complet désordre. Même les escadrons que Villeroy est en train de rassembler derrière Ramillies ne peuvent résister à l'attaque. « Nous n'avions pas parcouru quarante yards en retraite quand les mots « Sauve qui peut » coururent à travers la plus grande partie, sinon toute l'armée, et tournèrent tout à la confusion » raconte le capitaine Peter Drake, mercenaire irlandais au service de la France.
Dans Ramillies, l'infanterie alliée, maintenant renforcée par les troupes anglaises ramenées du nord, a enfin percé. Le Régiment de Picardie tient bon mais est pris en tenaille entre le régiment hollando-écossais du colonel Borthwick et les renforts anglais. Borthwick est tué, de même que Charles O'Brien, vicomte irlandais de Clare au service de la France, tombé à la tête de son régiment. Le marquis de Maffei tente une dernière résistance à la tête des gardes de Bavière et de Cologne mais en vain. Remarquant un flot de cavaliers venant rapidement du sud, il raconte par la suite : « Je suis allé vers le plus proche de ces escadrons pour donner mes ordres à ses officiers, mais au lieu d'être écouté, [j'ai été] immédiatement entouré et pressé de demander merci ».

## La débâcle de Villeroy

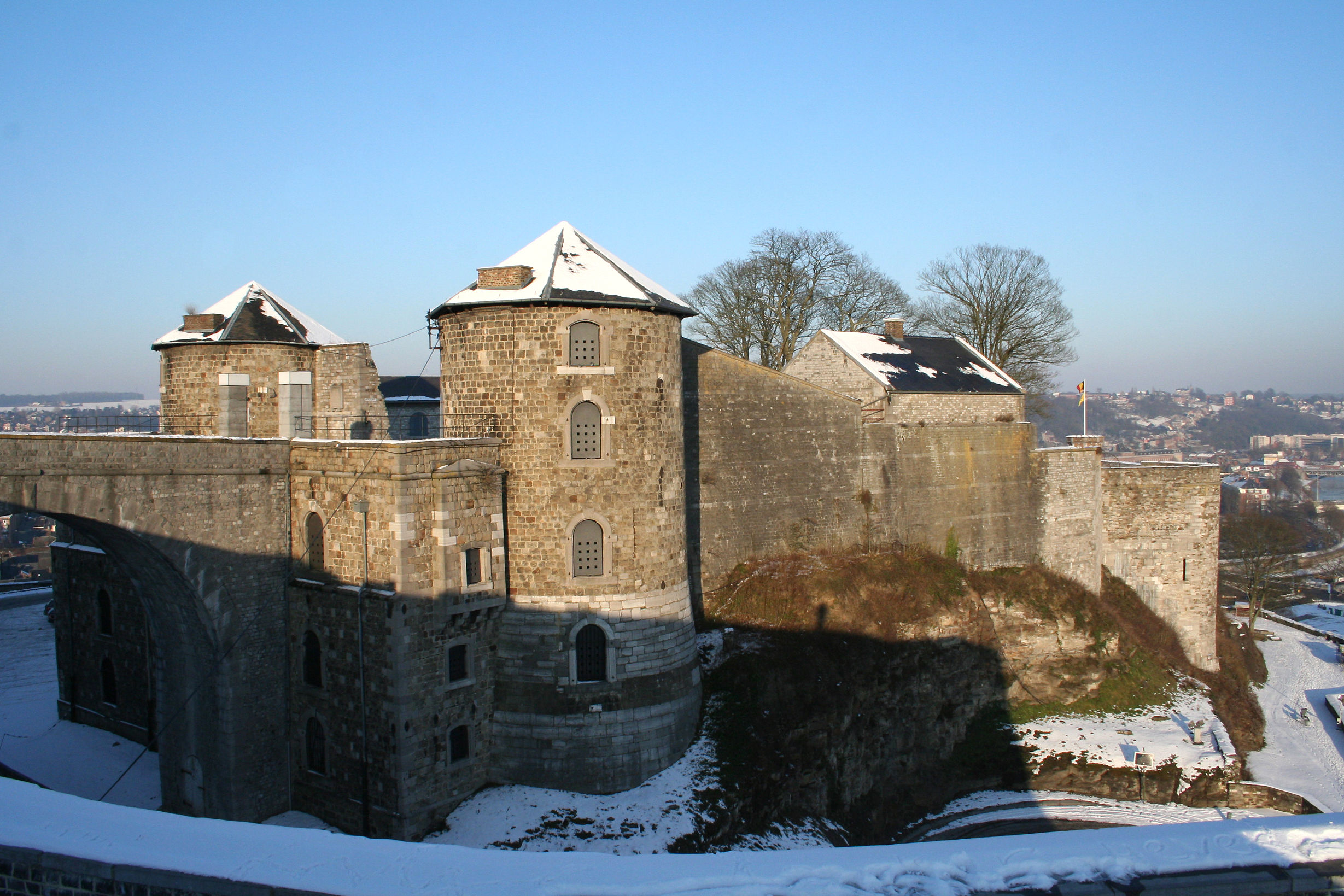
La citadelle de Namur que la France réussit à conserver à l'issue de la désastreuse campagne de 1706.

Les routes menant vers le nord et l'ouest sont encombrées de fuyards. Orkney renvoie ses troupes anglaises au-delà de la Petite Gette pour un nouvel assaut contre Offus où l'infanterie de la Guiche a commencé à sombrer dans la confusion. À la droite de l'infanterie, les Scots Greys de Lord John Hay ont également franchi la rivière pour charger le Régiment du Roi dans Autre-Église. « Nos dragons, poussant dans le village […] ont fait un terrible carnage à l'ennemi » écrit par la suite un officier anglais. Les grenadiers à cheval bavarois et les Gardes de l'électeur reculent pour protéger celui-ci et Villeroy mais sont dispersés par la cavalerie de Lumley. Coincés dans la masse des fuyards abandonnant le champ de bataille, les commandants français et bavarois échappent de justesse à la capture par le général Wood Cornelius, qui, ignorant tout de leur identité, doit se contenter de la capture de deux lieutenants-généraux de Bavière. Plus au sud, les restes de la brigade de la Colonie se dirigent dans la direction opposée, vers la citadelle de Namur, tenue par les Français.
La retraite tourne à la déroute. Les commandants alliés mènent leurs troupes à la poursuite de l'ennemi vaincu, ne lui laissant aucun répit. L'infanterie alliée ne peut bientôt plus suivre, sa cavalerie la laissant au large dans la nuit tombante pour se précipiter sur les points de passage de la Dyle. Marlborough met un terme à la poursuite peu après minuit, près de Meldert à 12 kilomètres du champ de bataille. « C'était vraiment un spectacle affligeant de voir les tristes restes de cette puissante armée réduite à une poignée » observe un capitaine anglais.
Ayant manifestement fait preuve d'une mésestimation coupable des mouvements et des intentions de son adversaire, et ensuite de manque de sang-froid en se laissant déborder par les évènements, le vaincu de Ramillies ne trouve aucune grâce aux yeux des mémorialistes du temps ni des historiens militaires français postérieurs. « Son trop de confiance en ses propres lumières fut plus que jamais funeste à la France » écrit Voltaire dans son Siècle de Louis XIV. « Il eût pu éviter la bataille. Les officiers généraux lui conseillaient ce parti ; mais le désir aveugle de la gloire l'emporta. Il fit, à ce que l'on prétend, la disposition de manière qu'il n'y ait pas un homme d'expérience qui ne prévit le mauvais succès. Des troupes de recrue, ni disciplinées ni complètes étaient au centre : il laissa les bagages entre les lignes de son armée ; il posta sa gauche derrière un marais, comme s'il eût voulu l'empêcher d'aller à l'ennemi. ». S'il admet plus loin que « l'histoire est en partie le récit des opinions des hommes », la charge acerbe, fondée sur une ré-interprétation a posteriori, de Voltaire n'en paraît pas moins excessive, Théophile Lavallée faisant sienne l'opinion de l'illustre polémiste et philosophe rajoutant : « il prit des dispositions si mauvaises, qu'il semblait chercher une défaite, […] ». « Le roi n'avoit rien tant recommandé au Maréchal de Villeroy que de ne rien oublier pour ouvrir la campagne par une bataille » temporise Saint-Simon. « Le génie court et superbe de Villeroy se piqua de ces ordres si réitérés. Il se figura que le roi doutoit de son courage puisqu'il jugeoit nécessaire de l'aiguillonner si fort ; il résolut de tout hasarder pour le satisfaire, et lui montrer qu'il ne méritoit pas de si durs soupçons ». Mais, selon ce dernier, Villeroy a commis l'erreur de précipiter les choses sans attendre les renforts de Marsin, comme il le lui a été recommandé par les ordres écrits pressants du souverain, ses pairs lui reprochant par ailleurs le choix d'un mauvais champ de bataille.

## Les pertes
Le nombre total des victimes françaises n'a pu être fixé avec précision, si complet a été l'effondrement de l'armée franco-bavaroise ce jour-là. Les écrivains de l'époque rapportent divers nombres. Le général français Charles Théodore Beauvais écrit : « On s'était battu plus de huit heures à la désastreuse bataille de Hochstett, et on avait tué près de 8 000 hommes aux vainqueurs ; à Ramillies, on ne leur en tua pas le tiers. » Il mentionne la perte de 20 000 hommes du côté français. Saint-Simon, dans ses Mémoires, fait état d'au plus 4 000 tués, tandis que Voltaire dans son histoire du Siècle de Louis XIV écrit : « les Français y perdirent vingt mille hommes ». John Millner, dans ses mémoires (Compendious Journal…, 1733), indique plus précisément 12 087 tués ou blessés et 9 729 prisonniers.
Les pertes varient parmi les historiens modernes également. David Chandler, dans son ouvrage A Guide to the Battlefields of Europe, donne pour décompte des victimes françaises les chiffres de 18 000 morts et blessés ainsi que quelque 6 000 prisonniers ; pour les Alliés, il indique 3 600 morts et blessés. James Falkner, dans Ramillies 1706 : Year of Miracles, donne le chiffre de 12 000 morts et blessés mais fait état de 10 000 prisonniers ; les Alliés, eux, ont perdu 1 060 soldats et 2 600 hommes ont été blessés. Trevelyan estime les pertes de Villeroy à 13 000, mais il ajoute que « les désertions pourraient avoir doublé ce nombre ». John A. Lynn indique pour sa part 1 100 tués et 2 600 blessés chez les Alliés, alors qu'il chiffre les morts du côté franco-bavarois à 13 000.
Les débris de l'armée de Villeroy ont été totalement démoralisés, le déséquilibre dans la balance des pertes subies démontrant plus qu'amplement le désastre connu par l'armée de Louis XIV. Par ailleurs, des centaines de soldats français ont fui, la plupart d'ailleurs ne rejoignant plus leur unité par la suite. Villeroy a également perdu 52 pièces d'artillerie et tout son matériel de pontage du génie. Selon les mots du maréchal de Villars, la défaite française à Ramillies est « la plus honteuse, la plus humiliante et la plus désastreuse des déroutes ».

## Conséquences militaires et politiques
« Villeroy perdit la tête: il ne s'arrêta ni sur la Dyle, ni sur la Senne, ni sur la Dender, ni sur l'Escaut; il évacua Louvain, Bruxelles, Alost, Gand, Bruges, tout le Brabant, toute la Flandre; enfin il se retira sur Menin et jeta les débris de son armée dans quelques places. L'ennemi n'eut qu'à marcher en avant, étonné de ce vertige; il entra à Bruxelles, il entra à Gand; il prit Anvers, Ostende, Menin, Dendermonde, Ath. Il ne resta d'autres grandes places aux Français que Mons et Namur. »

— Théophile Lavallée, Histoire des Français depuis le temps des Gaulois jusqu'en 1830.

### Conséquences militaires

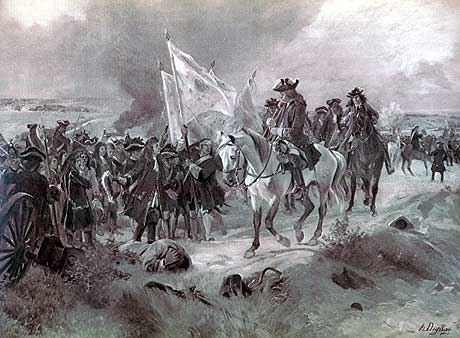
Le duc de Marlborough se voit présenter les étendards capturés pendant la bataille. Toile de H. Dupré, 1706.

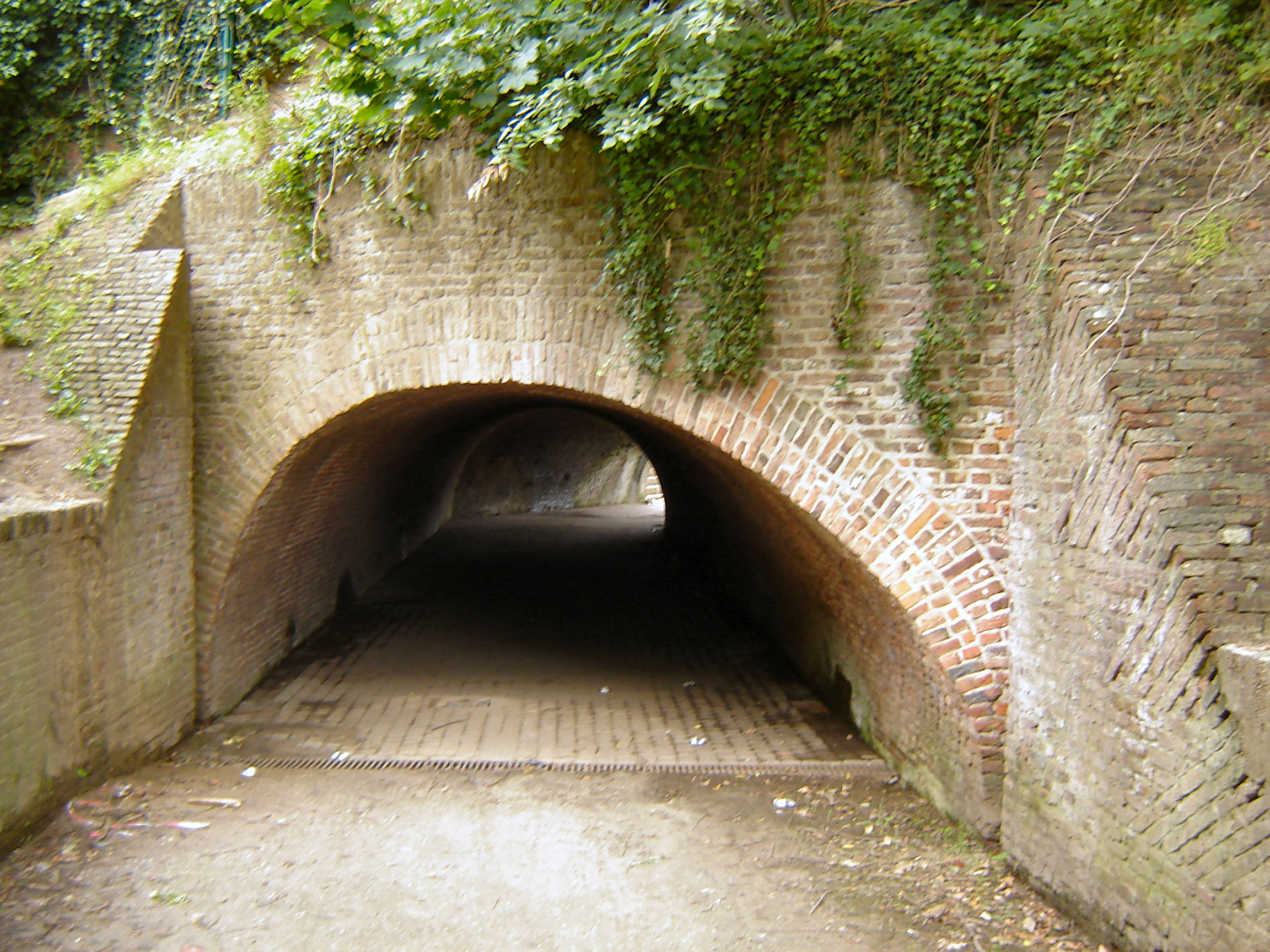
Les remparts de Menin. La plupart des remparts, casemates et poternes visibles à l'heure actuelle datent de la période hollandaise mais ont été établis sur les fortifications construites par Vauban.

Après la victoire des Alliés à Ramillies, les villes et places belges tombent les unes après les autres entre leurs mains : Louvain tombe le 25 mai 1706 et trois jours plus tard, ils entrent à Bruxelles, alors capitale des Pays-Bas espagnols. Marlborough réalise la grande opportunité que lui offre sa victoire : « Nous avons maintenant tout l'été devant nous et avec la bénédiction de Dieu, je ferai le meilleur usage de celui-ci » écrit le duc à Robert Harley depuis Bruxelles. Malines, Lierre, Gand, Alost, Damme, Audenarde, Bruges et Anvers le 6 juin, toutes passent ensuite aux mains de l'armée victorieuse de Marlborough et, comme Bruxelles, se choisissent le candidat autrichien pour le trône d'Espagne, l'archiduc Charles, pour souverain. Villeroy est impuissant à arrêter le processus d'effondrement. Lorsque Louis XIV apprend la catastrophe, il rappelle le maréchal de Vendôme du nord de l'Italie pour prendre le commandement dans les Flandres, mais il faut des semaines avant que celui-ci ne change effectivement de mains.
La nouvelle du triomphe des Alliés se propageant, les contingents prussiens, hessois et hanovriens, longtemps retenus par leurs maîtres respectifs, se joignent avec empressement à la poursuite des forces françaises et bavaroises en déroute, entraînant des commentaires assez désabusés de Marlborough. Entre-temps, Overkirk s'est emparé du port d'Ostende le 4 juillet, ouvrant ainsi un accès direct à la Manche pour les communications et l'approvisionnement, mais les Alliés marquent le pas devant Termonde dont le gouverneur résiste obstinément. Ce n'est que plus tard, quand le chef d'État-Major de Marlborough, Cadogan, et le duc même prennent les choses en main, que sa résistance fléchit.
Louis Joseph de Vendôme prend officiellement le commandement en Flandres le 4 août,. Villeroy, son malchanceux et malheureux prédécesseur, ne recevra plus jamais de commandement important, déplorant amèrement : « Je ne peux compter un jour heureux dans ma vie sauf celui de ma mort ». Louis XIV se montre cependant indulgent : « Monsieur le maréchal, à notre âge on n’est pas heureux ». Pendant ce temps, Marlborough investit la formidable forteresse de Menin qui, après un siège coûteux, capitule le 22 août 1706. Termonde succombe le 6 septembre, suivie par Ath — la dernière conquête de 1706 — le 2 octobre. Au moment où se clôt la campagne de Ramillies, Marlborough a privé la France de la plus grande partie des Pays-Bas espagnols (correspondants grosso modo à l'actuelle Belgique) située à l'ouest de la Meuse et au nord de la Sambre — un incomparable triomphe opérationnel pour le duc anglais.
Pendant que s'est déroulée cette funeste campagne des Flandres, sur le Haut-Rhin, Villars a été contraint à la défensive à mesure que ses bataillons ont été envoyés un par un au nord pour renforcer les forces françaises engagées contre Marlborough, le privant ainsi de toute possibilité de reprendre Landau. D'autres bonnes nouvelles parviennent aux Coalisés d'Italie du Nord où, le 7 septembre, le prince Eugène a mis en déroute une armée française devant Turin, chassant les forces franco-espagnoles de la région. Seule l'Espagne apporte quelques heureuses nouvelles à Louis XIV, António Luís de Sousa (en) ayant été forcé à la retraite hors de Madrid vers Valence, ce qui permet à Philippe V de rentrer dans sa capitale le 4 octobre. Dans l'ensemble, cependant, la situation a considérablement empiré et Louis XIV commence à chercher le moyen de mettre fin à ce qui est en train de devenir une guerre ruineuse pour la France. Pour la reine Anne également, la campagne de Ramillies revêt une importance capitale en permettant d'espérer la paix. Mais des fissures dans l'unité des Alliés permettent au roi de France de compenser certains des revers majeurs subis à la suite des batailles de Turin et de Ramillies.

### Conséquences politiques

Médailles de propagande allemande se rapportant à la bataille de Ramillies.
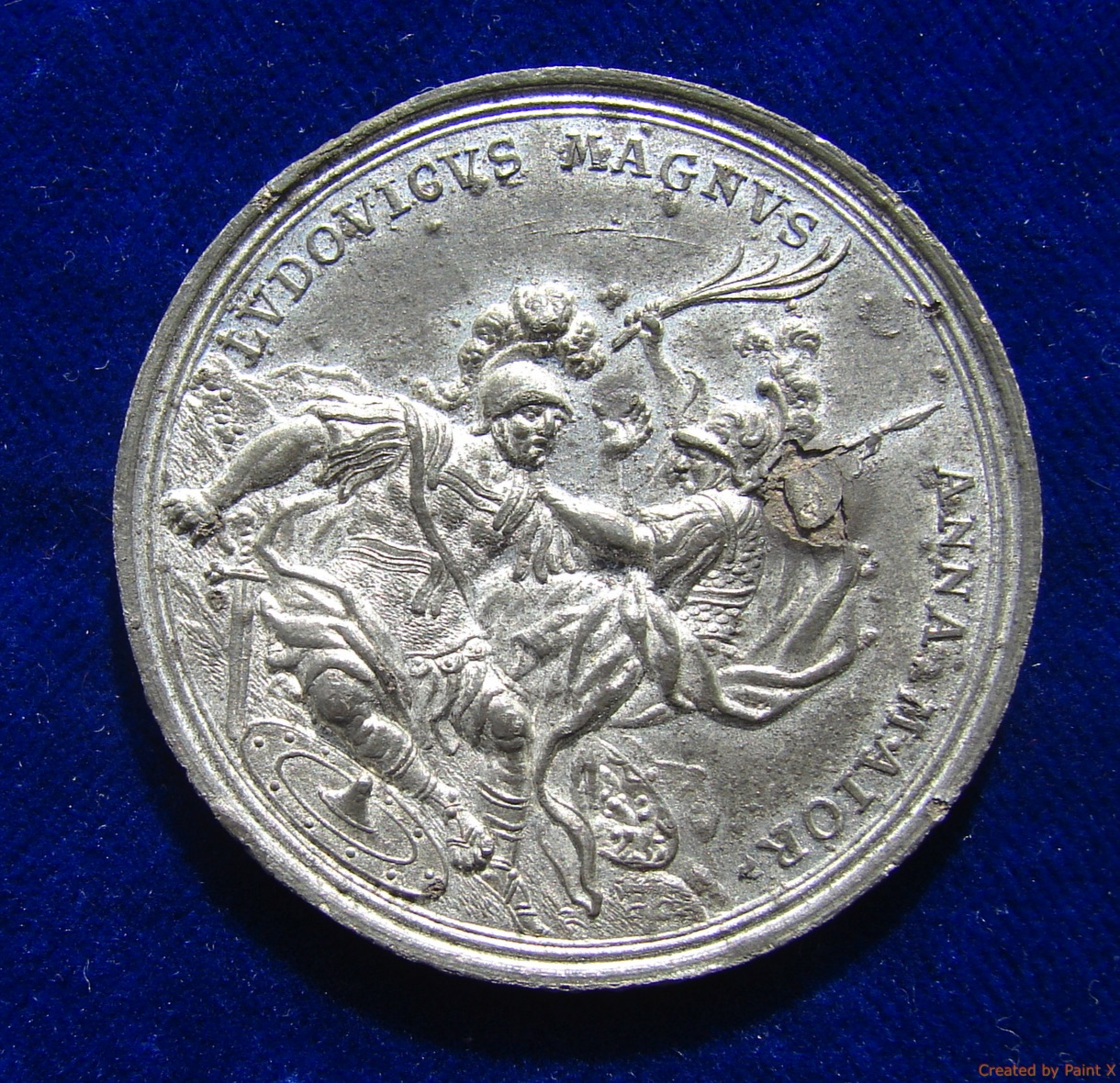
Médaille de propagande allemande de 1706. Le côté pile montre Louis XIV en tant que guerrier romain subjugué par la reine Anne en tant que Minerve.
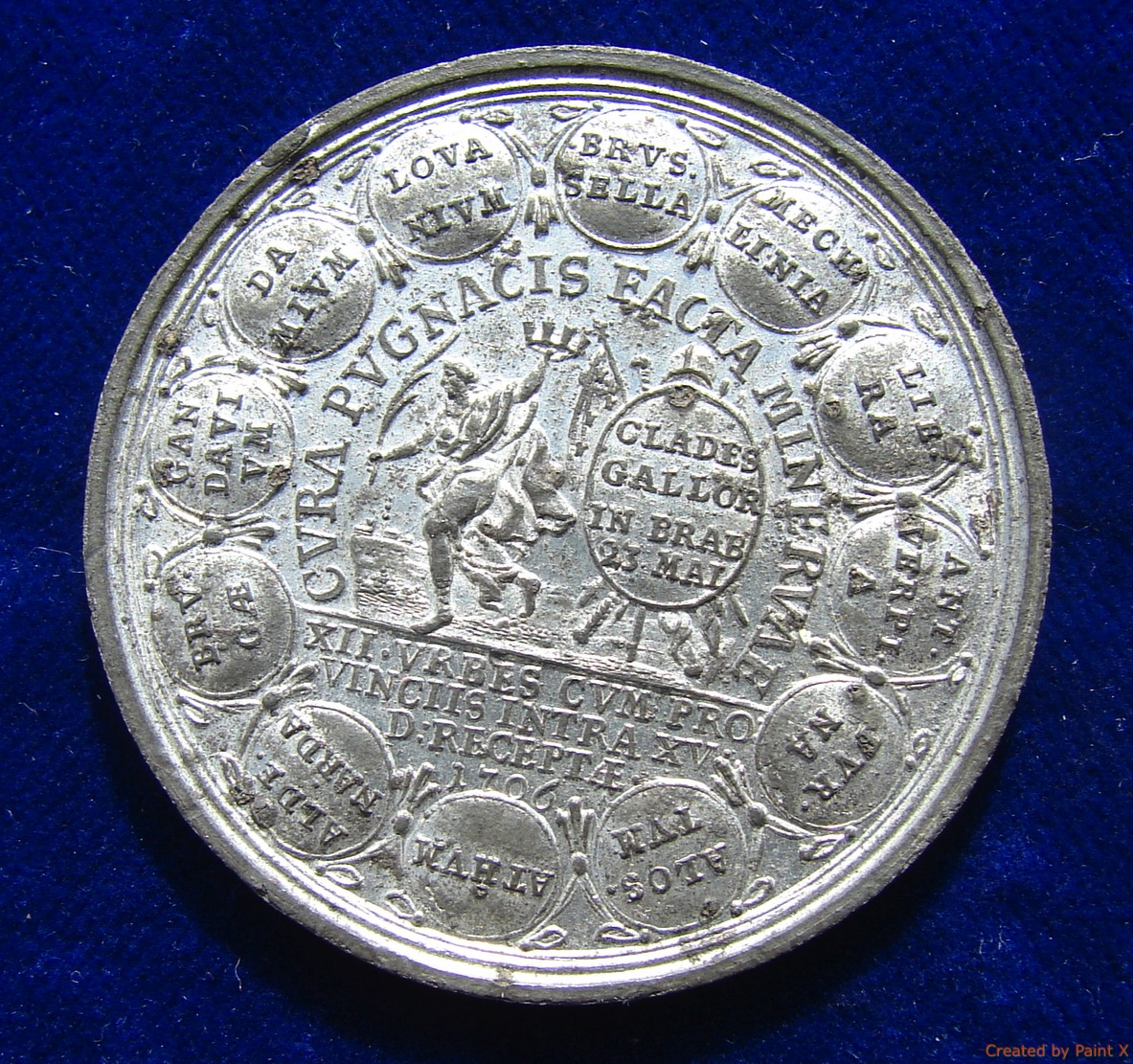
Le côté pile indique les noms latins de 16 villes dans les Flandres capturées par les Alliés à la suite de la bataille de Ramillies : Bruxelles, Malines, Lierre, Anvers, Furnes, Alost, Ath, Audenarde, Bruges, Gand, Damme et Louvain.

À la suite de cette défaite, Maximilien-Emmanuel de Bavière, gouverneur des Pays-Bas espagnols, est contraint d'abandonner définitivement Bruxelles et de se réfugier à Mons, puis en France.
La question politique immédiate qui se pose aux Alliés est de savoir comment régler le sort des Pays-Bas espagnols, un sujet sur lequel les Autrichiens et les Hollandais sont diamétralement en conflit. L'empereur Joseph Ier, parlant au nom de son jeune frère le roi Charles III qui se trouve à ce moment en Espagne, fait valoir que le Brabant et la Flandre reconquis doivent être placés immédiatement sous l'autorité d'un gouverneur nommé par lui-même. Mais les Hollandais, qui ont fourni la majeure partie des troupes et des fonds pour assurer la victoire, « les Autrichiens n'ayant offert ni l'un ni l'autre », réclament le gouvernement de la région jusqu'à la fin de la guerre et, une fois la paix revenue, le droit de maintenir des garnisons dans la ligne des forteresses plus fortes que celles déployées précédemment et qui n'ont pu s'opposer efficacement aux forces de Louis XIV en 1701.
Marlborough joue les médiateurs entre les deux parties, mais en favorisant la position hollandaise. Pour influencer l'opinion du duc, l'empereur Joseph Ier lui offre le poste de gouverneur des Pays-Bas espagnols, une offre alléchante que Marlborough refuse au nom de l'unité des Alliés. En fin de compte, l'Angleterre et les Provinces-Unies assurent conjointement le contrôle du territoire nouvellement acquis pour la durée de la guerre, après laquelle il doit être soumis à l'autorité directe de Charles III, sous la réserve d'une présence militaire hollandaise dont les modalités sont à préciser.
Après Höchstadt et Ramillies, le duc de Marlborough, assisté par les troupes autrichiennes du prince Eugène, remporte la victoire d'Audernarde en 1708 sur le duc de Vendôme, et livre l'année suivante la bataille très disputée de Malplaquet contre le maréchal de Villars.

## Mémorabilia
La victoire à Ramillies reçoit un grand retentissement en Grande-Bretagne : différents navires de la Royal Navy reçoivent ainsi le nom de Ramillies comme nom de baptême : HMS Ramillies (07) et HMS Ramillies (1785) en sont des exemples. Lors de la construction de la voie de chemin de fer entre Tamines et Landen en 1862, l'entrepreneur écossais E. Preston insiste pour que la ligne passe en partie sur le territoire de la commune afin d'y construire une gare qui portera par la suite le nom « La Croix de Hesbaye ».
Le champ de bataille de Ramillies constitue, avec celui de Waterloo, un des sites militaires historiques majeurs de Belgique, riche par ailleurs de vestiges gallo-romains (chaussée romaine, tumulus) et il est aussi une étape importante sur les voies migratoires ornithologiques. Menacé par divers projets — dont notamment l'implantation d'un parc d'éoliennes — il fait l'objet de diverses actions en vue de son classement éventuel, obtenu en mai 2012.
Un monument dans l'aile nord de l'abbaye de Westminster commémore la mort du colonel Bingfield.

### Citations étrangères
1. ↑  This village was the scene of the opening, and the fighting there was almost as murderous as the rest of the battle put together.
2. ↑  Scarcely my troops got over when the dragoons and Swiss who had preceded us, came tumbling down my battalions in full flight [...] my own fellows turned about and fled along with them.
3. ↑  « Now we have God be thanked so hopeful a prospect of peace »[94].